# Histoire de la cavalerie française
L' histoire de la cavalerie française est l'ensemble des faits historiques qui concernent ou impliquent l' « arme » de la cavalerie dans les armées françaises sous les divers régimes politiques et aux diverses périodes qui marquèrent l'histoire militaire de la France.

## De la Gaule celtique à l'avènement du Royaume franc (circaVIesiècle)
Dans l'espace « historico-géographique » que représente le territoire actuel de la France, les Celtes sont le premier peuple réputé pour la valeur de sa cavalerie.
Les Francs font consister leurs forces en infanterie et n'ont à l'origine de la monarchie qu'un groupe de cavaliers formant la garde du souverain. 
À la bataille de Poitiers, en 732, l'armée de France compte 12 000 cavaliers et 60 000 fantassins ; et c'est à cette époque que commence à se manifester le goût exclusif et exagéré de la cavalerie, et que le service à cheval devient d'un usage dominant.
Depuis Charlemagne, l'armée se compose presque en entier de cavaliers, et la race des vainqueurs ne combat plus qu'à cheval et couverte de pied en cap d'une armure défensive.
Viennent ensuite les chevaliers des croisades, les archers à cheval et les compagnies d'ordonnance ébauchées par Charles V et perfectionnées par Charles VII ; mais la vraie création de la cavalerie Française, si l'on entend par là un ensemble organisé, ne remonte pas au delà de Charles VIII.

## Époque médiévale

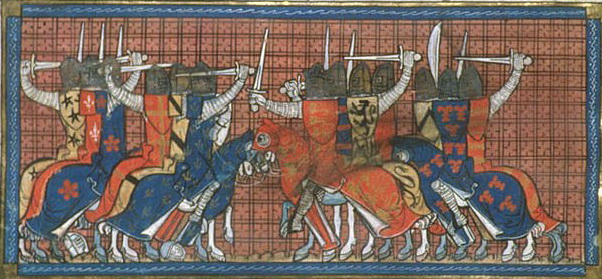
Combat de cavaleries française et anglaise pendant la Guerre de Cent Ans.

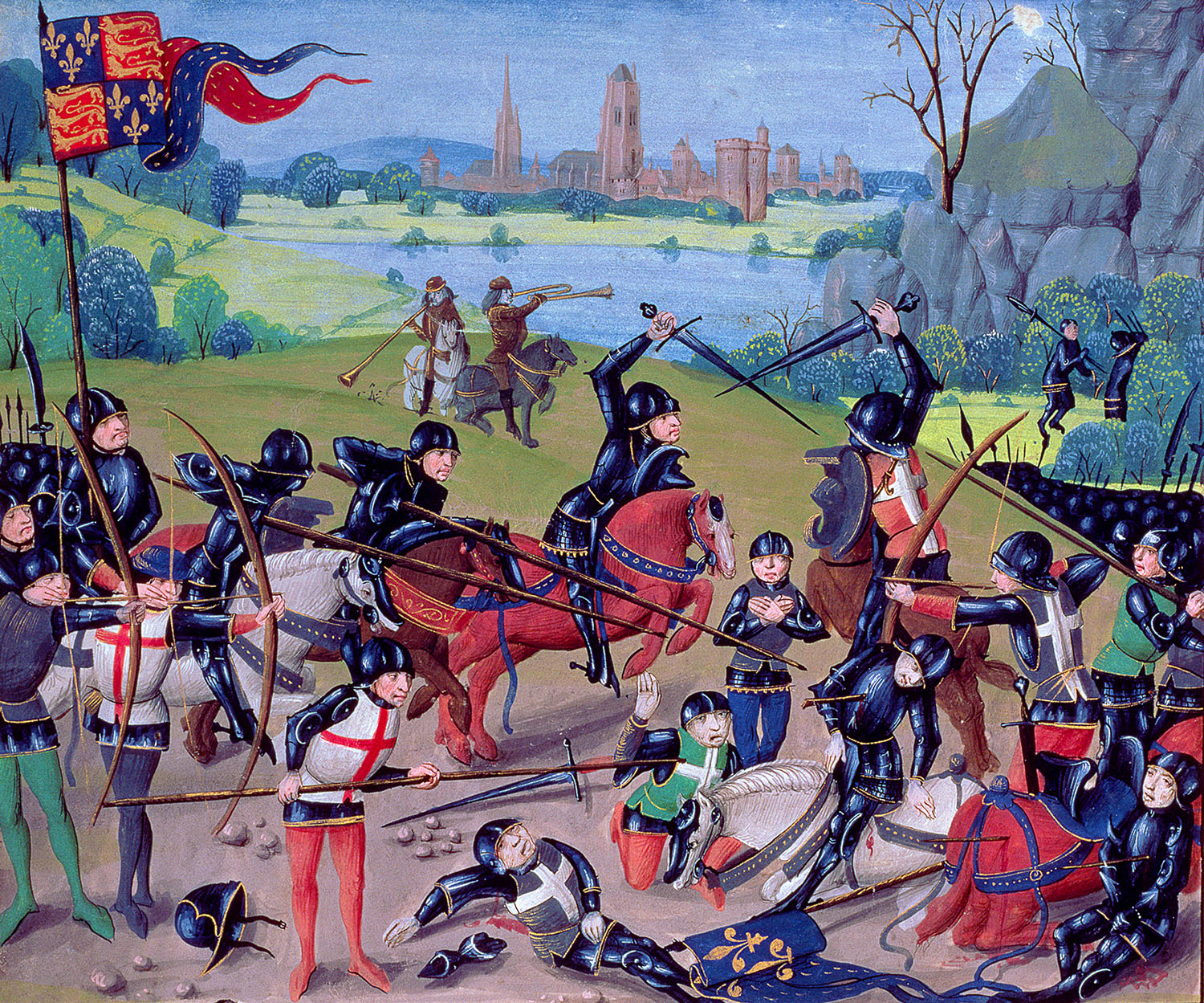
La cavalerie française à la Bataille d'Azincourt (1415).

Au Moyen Âge et au début de la Renaissance, la « grosse cavalerie » constituée des « gens d'armes » revêtus de leurs armures, armés de la lance et de l'épée et issus de la noblesse féodale, forme l'élite et le fer de lance de l'ost des Rois de France. Cette cavalerie noble se distingue pendant la guerre de Cent Ans (1337-1453) mais est vaincue une première fois à la bataille de Crécy (1346) et décimée à la bataille d'Azincourt (1415) par une armée anglaise inférieure en nombre et essentiellement constituée de fantassins et d'archers d'origine plébéienne[réf. souhaitée].
Pendant la guerre de Cent Ans, en 1439, les États du royaume décident la création d'unités de cavalerie, sous le nom de Compagnies des Ordonnances du Roi, titre rapidement abrégé en Compagnies d'ordonnance. Quinze de ces compagnies sont levées. Chacune comprend cent lances, c'est-à-dire cent gens d'armes suivis chacun de trois archers, un coutilier et un page, montés mais non cuirassés.
La cavalerie lourde en armure complète, « arme de choc » par excellence, finit par disparaître à la Renaissance tant du fait du développement des armes à feu individuelles (arquebuse), de l'artillerie, de l'évolution des tactiques de l'infanterie lors de ce que l'on a appelé la « révolution militaire » de la Renaissance, que du déclin socio-économique de la chevalerie, conséquence des incessantes guerres médiévales. « En 1494, la cavalerie constituait encore les deux tiers de l'armée de Charles VIII, trente ans plus tard elle ne formait plus que le dixième de celle de François Ier ». Les cavaliers lourds laissent la place aux chevau-légers équipés de la demi-armure et d'armes à feu et à la cavalerie légère d'origine mercenaire (principalement balkanique au début, région où elle s'est développée au contact des armées ottomanes). Louis XII crée ainsi le titre de « colonel général de la cavalerie légère et étrangère ». Le titre de « gendarmes » est toutefois encore porté par une unité de cavalerie d'élite, dépourvue de cuirassement et recrutée parmi la noblesse, faisant partie de la Maison militaire du Roi jusqu'à l'époque de la Restauration.

## Renaissance

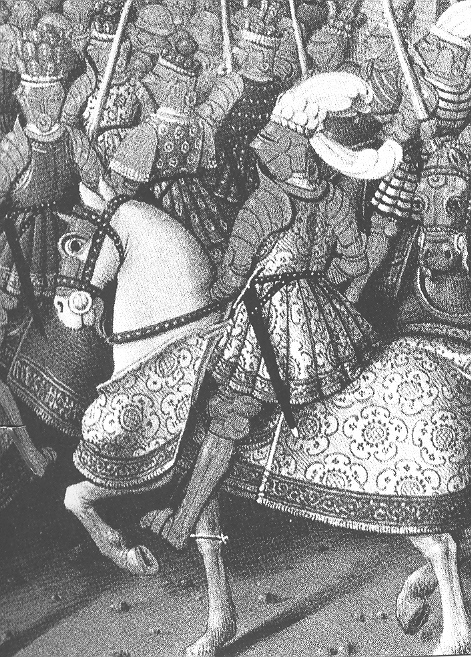
Gendarme français à la Renaissance.

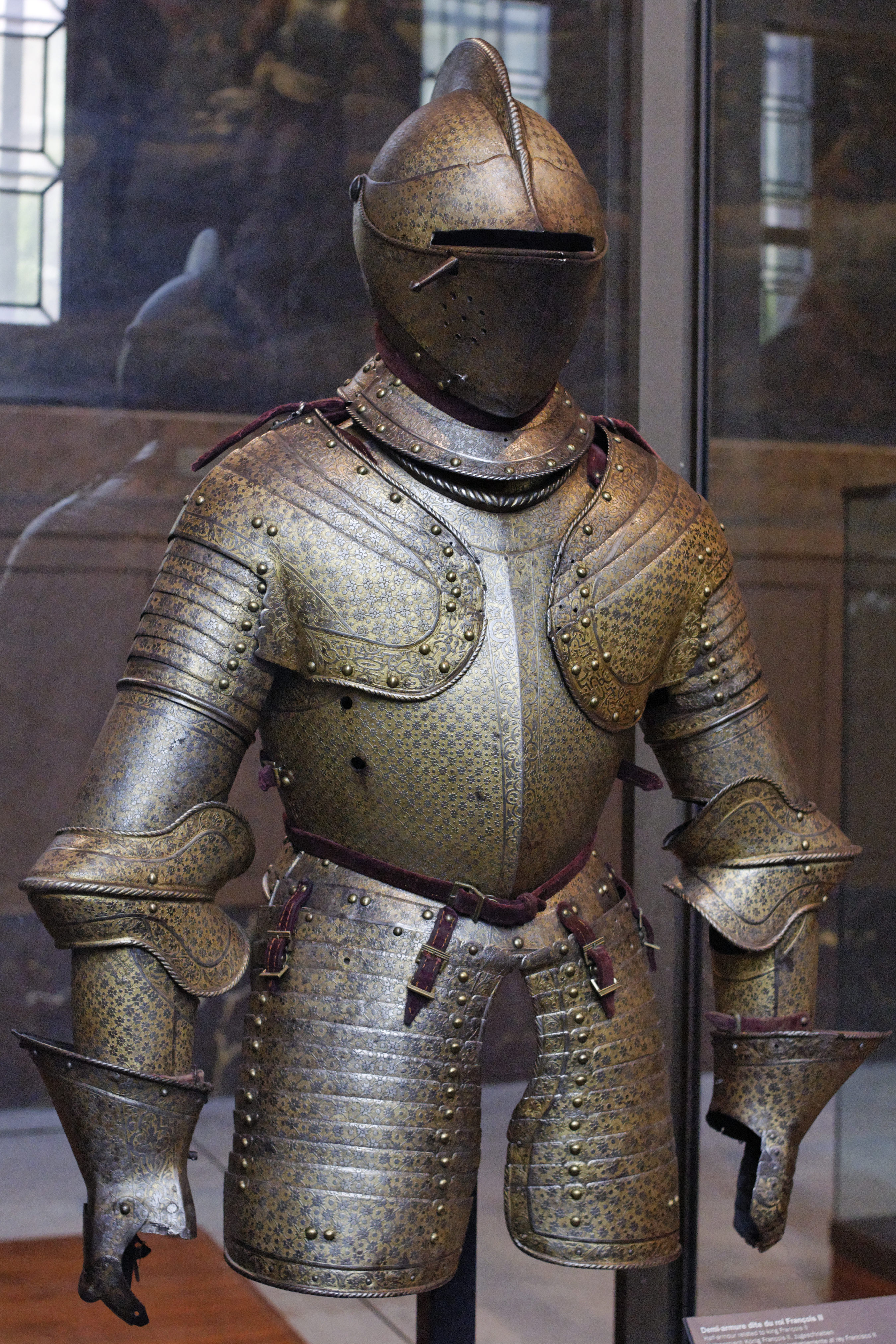
Demi-armure de François II.

Au début des guerres de Religion, la cavalerie française aligne soixante-cinq compagnies d'ordonnance, groupant 2 590 lances.
Elle est renforcée par des compagnies de reîtres allemands ou d'autres cavaliers étrangers. L'importance des contingents étrangers peut être appréciée, par exemple, par les effectifs présents à la bataille de Moncontour en 1569 ou à Coutras en 1587.
À la fin des guerres de Religion, la cavalerie est réorganisée. Il ne reste que la Maison du Roi, quatre compagnies de gardes du corps, la compagnie de chevau-légers et cent arquebusiers et carabins, d'une part, et, d'autre part, dix-neuf compagnies de gendarmes et de chevau-légers (vingt-cinq à trente cavaliers chacune). En 1602, un prélèvement sur les compagnies de gendarmes permet la création d'une nouvelle compagnie pour la Maison du Roi.

### Naissance de la cavalerie légère
Le besoin d'une cavalerie moins pesante avait déjà été reconnu. Du Guesclin avait ainsi utilisé « des troupes de paysans montés sur des chevaux de ferme », légèrement armées, pour harceler ses adversaires. Cela se retrouve dans la composition des compagnies d'ordonnance. Elles pouvaient être scindées en deux troupes. D'un côté, les gens d'armes, menés par le capitaine et l'enseigne ; de l'autre, les archers et les coutiliers menés par le lieutenant et le guidon.
Les guerres en Italie vont voir un allègement de la cavalerie. La cuirasse des chevaux disparaît et celle des cavaliers s'allège. Cet allègement se traduit par l'apparition de compagnies de cavalerie légère, d'abord des compagnies étrangères, les estradiots, en majorité albanais, comme les 1 200 cavaliers de ce type emmenés par Louis XII en 1499.
Le rôle dévolu à la cavalerie légère est, en premier lieu, de « battre l'estrade », c'est-à-dire de servir d'éclaireurs au profit de l'armée ; en second lieu, elle doit permettre d'exploiter une victoire en poursuivant cavalerie ou infanterie en déroute. Elle n'est donc pas une cavalerie de bataille, rôle réservé aux gens d'armes.
La généralisation des armes à feu et l'apparition de l'infanterie organisée en carrés de piquiers va limiter le rôle de la cavalerie. Un exemple peut en être trouvé dans la bataille de Pavie.

## Ancien Régime

### Considérations générales

#### Évolution de la cavalerie sous l'Ancien Régime
Les premiers régiments de cavalerie font leur apparition en France au XVIIe siècle, sous le règne de Louis XIII et à l'instigation du Cardinal de Richelieu mais c'est sous celui de son fils Louis XIV que l'arme connaît une véritable réorganisation grâce à Turenne, Maréchal de France et colonel général de la cavalerie. L'évolution de l'art de la guerre de la Renaissance au siècle des Lumières et la diversification des missions de la cavalerie que cette « révolution militaire » entraîne mènent à l' apparition de nouveaux types de cavaliers dans l'armée française : les dragons et les hussards sous Louis XIV, les chasseurs à cheval sous Louis XV après la création du corps des chasseurs de Fischer.
En 1615, sous le règne de Louis XIII, chaque compagnie reçoit en plus une « bande » de carabins. Dotés d'une arme à feu plus légère que l'arquebuse, qui équipe également les chevau-légers, ils doivent renforcer la puissance de feu de la compagnie. Les carabins existeront jusqu'en 1661 ; à ce moment, les chevau-légers ont abandonné leurs arquebuses. C'est pendant le siège de La Rochelle qu’apparaît l'escadron, réunion de plusieurs compagnies, commandé alternativement par le commandant de chaque compagnie.
Les Allemands et les Espagnols ont précédé les Français dans cette organisation, lorsqu'en 1635 la cavalerie légère a commencé à être organisée en régiments sous les noms de mousquetaires, fusiliers, carabiniers à cheval. Aux compagnies d'ordonnance succèdent les régiments de grosse cavalerie. La cavalerie ainsi organisée est formée en brigades de dix à douze escadrons commandés par des colonels généraux. 
Un nouveau type de cavaliers apparaît en France en 1693, le hussard. D'origine hongroise, cavaliers irréguliers, des déserteurs passent au service du roi de France. Ils sont d'abord groupés en compagnies puis, en 1692, Louis XIV autorise le recrutement du premier régiment. Le rôle principal de ces nouvelles formations est la petite guerre.

#### Doctrines d'emploi
Traditionnellement, la cavalerie est placée sur les ailes de l'armée rangée en ligne de bataille. Son rôle est de protéger les flancs, en particulier contre la cavalerie ennemie.
La cavalerie n'est pas utilisée pour exploiter militairement un succès, non seulement à cause de la désorganisation liée aux combats, mais surtout par le pillage des impedimenta ennemis, traditionnellement accordé aux soldats comme récompense. La bataille ne vise pas à la destruction de l'armée ennemie mais plutôt au contrôle et à l'occupation à son profit d'un territoire.

### Règnes deLouis XIIIetLouis XIV(1610-1715)

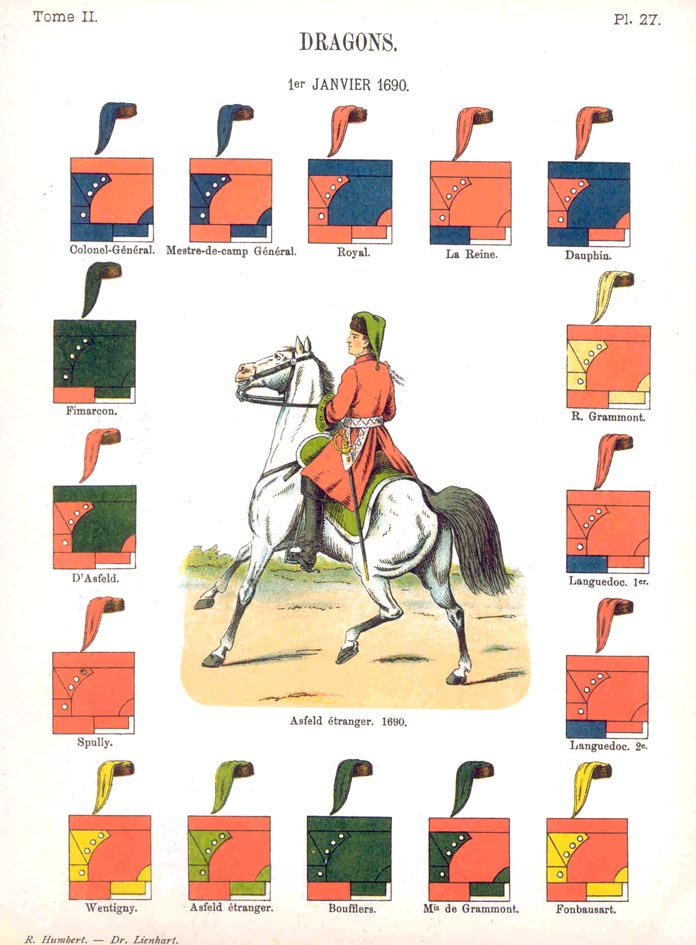
Uniformes des Dragons en 1690.
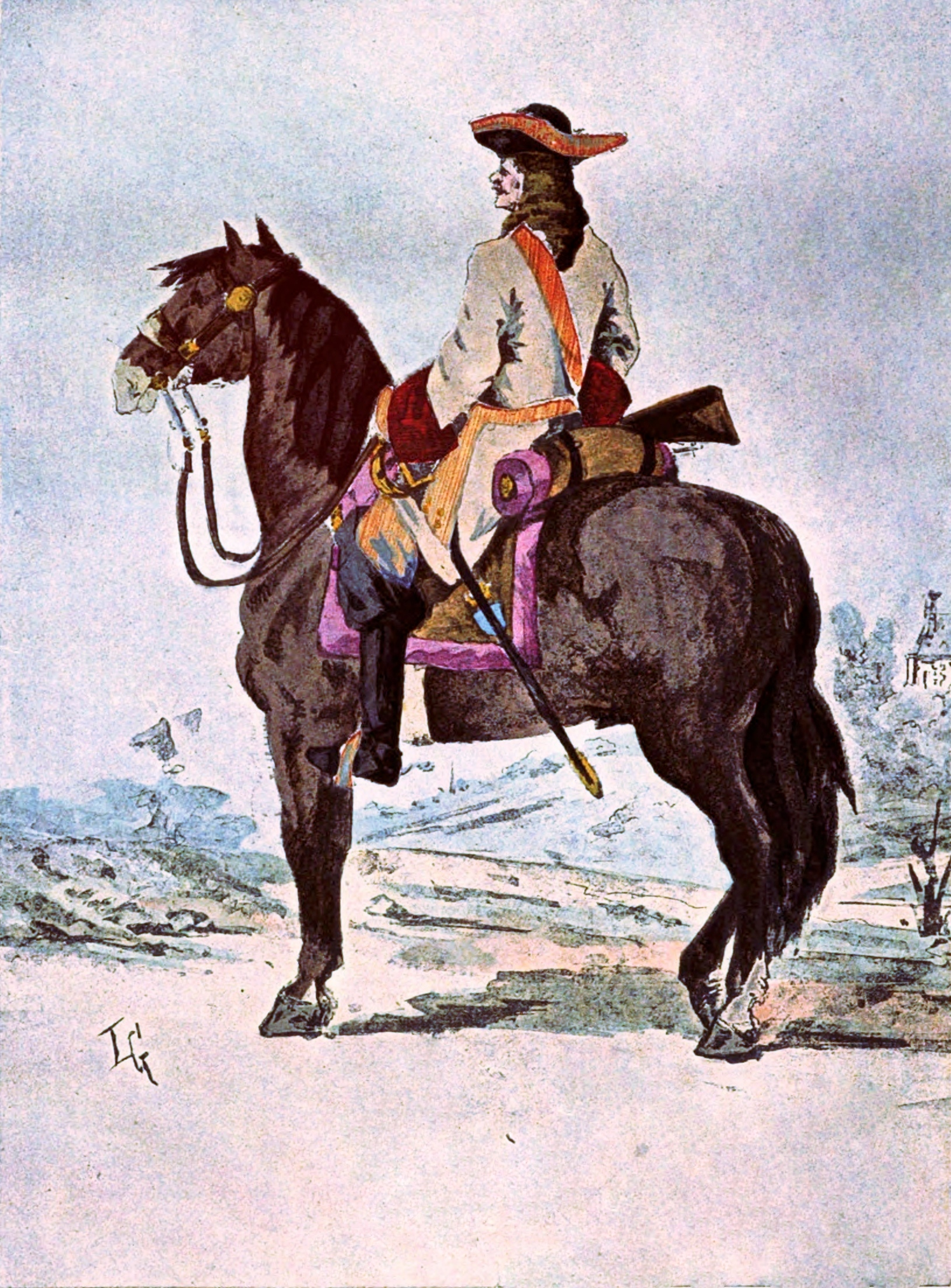
Régiment de Condé-Cavalerie en 1690.
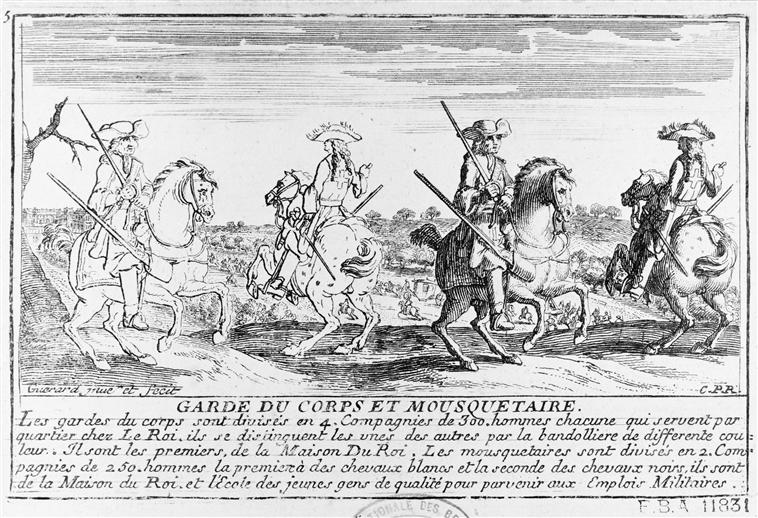
Garde du corps et mousquetaire du roi, seconde moitié du XVIIe siècle.

### Règne deLouis XV(1715-1774)

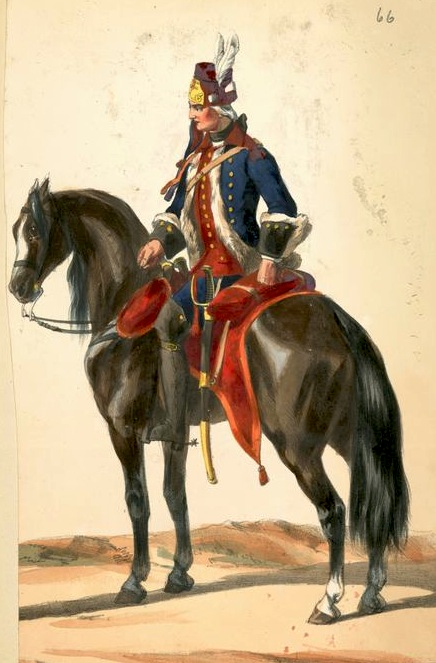
Arquebusiers de Grassin.
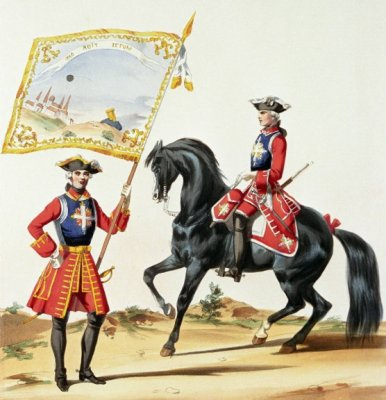
Mousquetaires (1745).
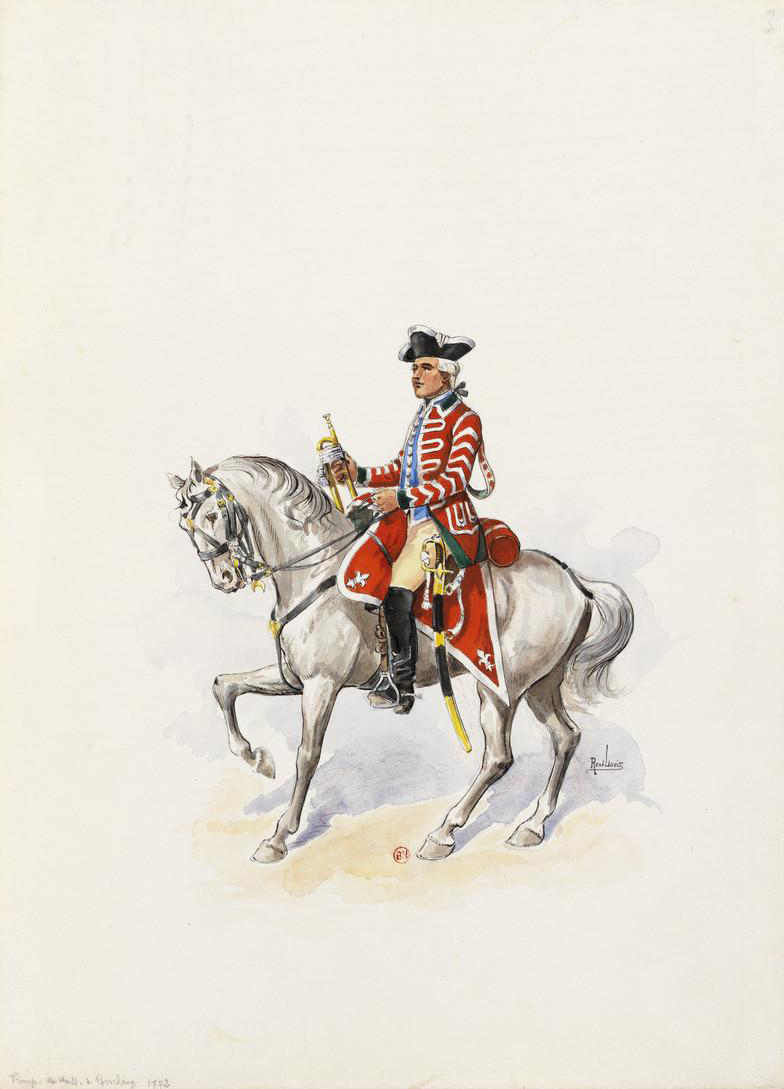
Trompette des hussards de Bercheny en 1772.
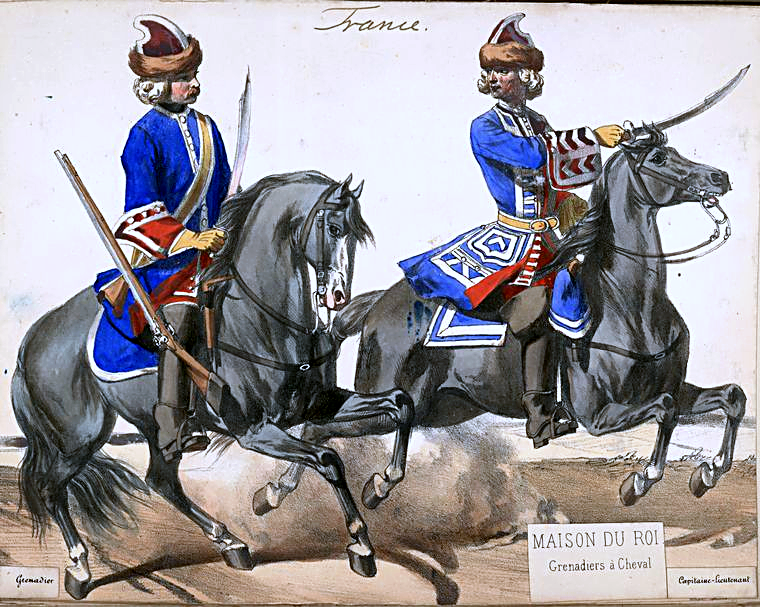
Grenadiers à cheval.

### Règne deLouisXVI(1774-1792)
La cavalerie n'échappe pas plus que l'infanterie aux variations fréquentes d'organisation, et depuis l'ordonnance du 25 mars 1776 qui la constitue jusqu'aux guerres de la Révolution, des changements sans nombre y sont apportés par les ordonnances de 1779, 1784, 1788, 1791 et de l'an II. 
La cavalerie fait alors partie intégrante des divisions, puis elle forme elle-même des divisions spéciales.
Un peu plus tard, des compagnies d'élite sont créées dans les régiments de dragons, et des sapeurs.

#### Réforme de 1791

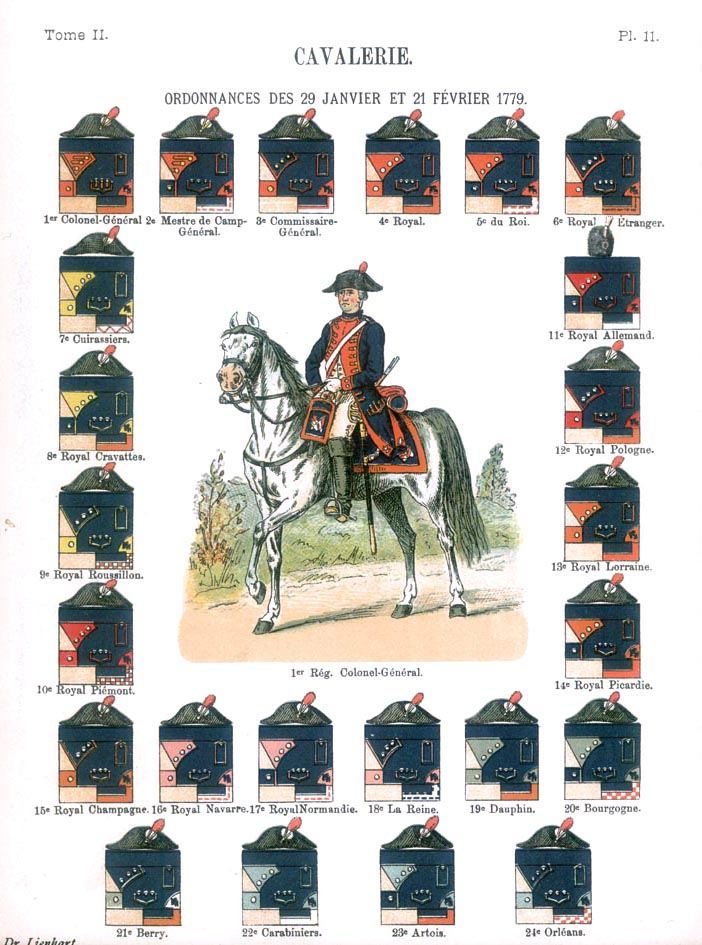
Uniformes de la cavalerie en 1779.
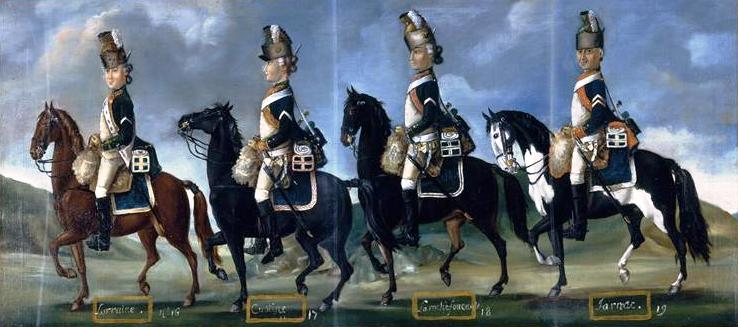
Uniformes de dragons, selon l'ordonnance de 1779.
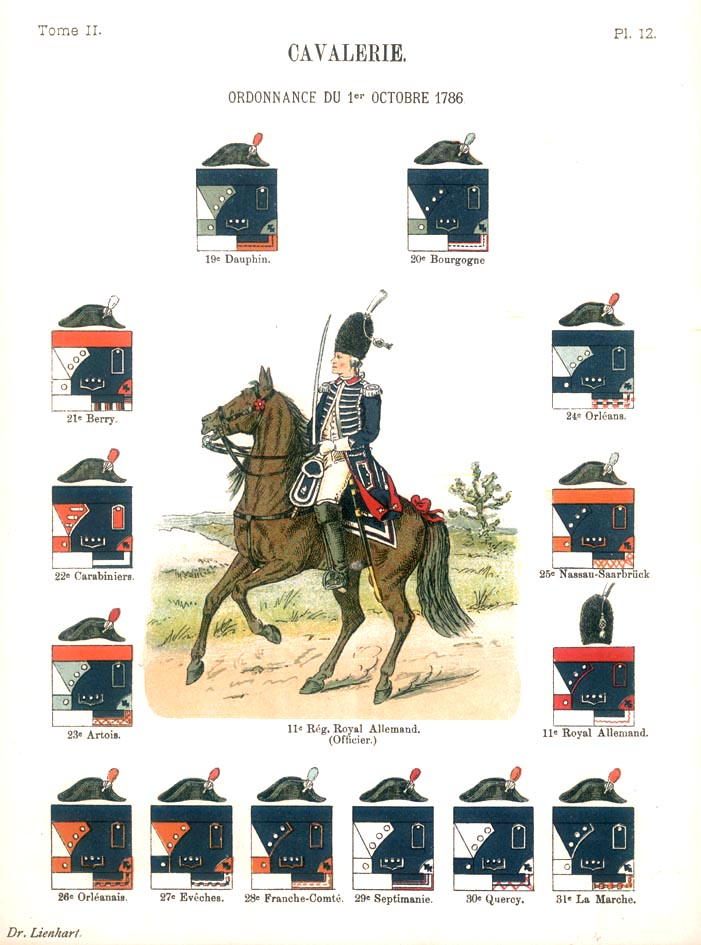
Uniformes de cavalerie en 1786.
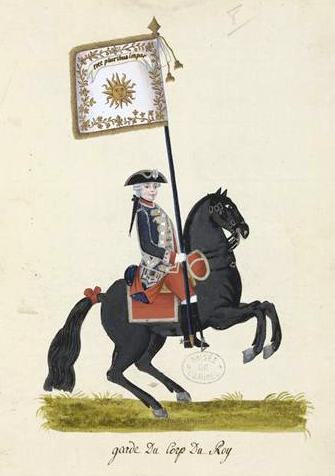
Garde du corps du Roi.

## Révolution et Empire (1792-1815)
Au XVIIIe siècle, c'est l'infanterie qui est définitivement devenue la « reine des batailles », l'artillerie lui servant d'appui et la cavalerie étant utilisée dans des missions bien spécifiques. Pendant la Révolution, la cavalerie, qui a été désorganisée par l'émigration de nombreux officiers d'origines nobles et les lacunes de la remonte et de l'équipement, ne joue qu'un rôle marginal dans les batailles opposant la République à l'Europe des monarchies, étant surtout employée dans la reconnaissance et l'appui de l'infanterie. En 1796, Hoche réorganise la cavalerie, dont les unités étaient dispersées dans les divisions d'infanterie, et constitue une division de cavalerie lourde, une de réserve, une de dragons et une de hussards qu'il répartit entre le centre et les ailes.
La cavalerie française retrouve cependant une place prépondérante pendant les guerres napoléoniennes au début du XIXe siècle. Depuis la Renaissance, avec la disparition de la cavalerie noble en armure, l'armée française ne possède plus de cavalerie lourde, celle-ci se réduisant au seul Régiment de Royal-Cuirassiers[réf. nécessaire]. Après Marengo (1800), le Premier Consul Napoléon Bonaparte est à l'initiative de sa réapparition dans les rangs de la cavalerie française avec la création de nouveaux régiments de cuirassiers. Profondément restructurée, notamment au niveau de l'organisation des unités, et voyant ses effectifs augmentés, la cavalerie du Premier Empire redevient une redoutable arme de choc et de mêlée et un outil essentiel des victoires militaires françaises. L'époque voit l'apparition des premières divisions et des premiers corps de cavalerie dits « de réserve » car destinés à être engagés au moment déterminant de la bataille et combinant les trois types : légère, de ligne et lourde. La cavalerie française est décimée pendant la Campagne de Russie (1812), privant Napoléon de cette arme si déterminante pendant les campagnes de 1813 et 1814 mais pendant la campagne de France de 1814, la cavalerie française se distingue une fois encore lors de la Bataille de Montmirail. La cavalerie impériale s'illustre une dernière fois lors de la campagne de Belgique de 1815 et en particulier lors de la bataille de Waterloo (18 juin 1815) où, menée par le maréchal Michel Ney, elle charge à plusieurs reprises mais en vain les lignes alliées,,.

### Période révolutionnaire (1792-1799)
La Révolution bénéficie des réformes engagées par le régime précédent. La cavalerie se compose alors de régiments dits de cavalerie, dont seul le 8e continue à porter la cuirasse de fer. Elle sera dénommée cavalerie de bataille, lourde ou de réserve. À côté, la cavalerie légère regroupe les chasseurs à cheval et les hussards. Enfin, les dragons sont rattachés à la cavalerie bien qu'étant une infanterie montée.
Un régiment de cavalerie se compose de trois ou quatre escadrons, de deux compagnies chacun. L'effectif théorique d'un régiment tourne aux alentours de 500 hommes. La loi du 23 fructidor an VII (9 septembre 1799) donne un régiment de carabiniers à 704 hommes, un régiment de cavalerie de bataille à 531, de chasseurs ou hussards à 942. Le régiment de dragons, pour sa part, est censé aligner aussi 942 hommes.

### Consulat et Empire (1799-1815)
Si la cavalerie lourde, cuirassiers et carabiniers, est une cavalerie strictement de bataille, la cavalerie de ligne, dragons et lanciers, la rejoint progressivement dans ce rôle. Si les dragons combattent encore à pied en 1806, ils deviennent exclusivement cavaliers par la suite. La cavalerie légère, hussards et chasseurs se trouve aussi présente dans la ligne de bataille, en sus du rôle traditionnel d'éclairage et d'exploitation de la victoire qui est le leur.
Les régiments de cavalerie sont réunis par deux en brigades. Les divisions utilisées par Bonaparte comprennent généralement une brigade de cavalerie. Lorsque les corps d'armée sont créés, ils comprennent chacun au moins une division de cavalerie, regroupant plusieurs brigades. La cavalerie lourde est généralement regroupée en réserve de cavalerie, destinée à agir en masse sur un point de la ligne de bataille ennemie, préalablement affaiblie par l'action de l'artillerie.
Après la bataille de Wagram, un nouveau type de cavalier apparaît dans l'armée française, le lancier. En 1811, neuf autres régiments sont ajoutés à la cavalerie de ligne, sous la forme de chevau-légers lanciers, par transformation de régiments existants. Le rôle qui leur est réservé est principalement de décharger les grandes unités de cavalerie lourde des tâches d'éclairage ou de garde.

#### Cavalerie de la Garde impériale
À côté de cette cavalerie dite « de ligne », on trouve la cavalerie de la Garde impériale. Cette dernière présente un échantillonnage des différentes sortes de cavaliers présents dans la ligne, chasseurs, lanciers polonais et hollandais, dragons, et des types plus particuliers, grenadiers à cheval, gendarmes d'élite et d'ordonnance, gardes d'honneur et éclaireurs, mamelouks et Tartares lituaniens. À son zénith, la cavalerie représente une masse de 30 000 hommes au sein de la Grande Armée.

#### Doctrine d'utilisation

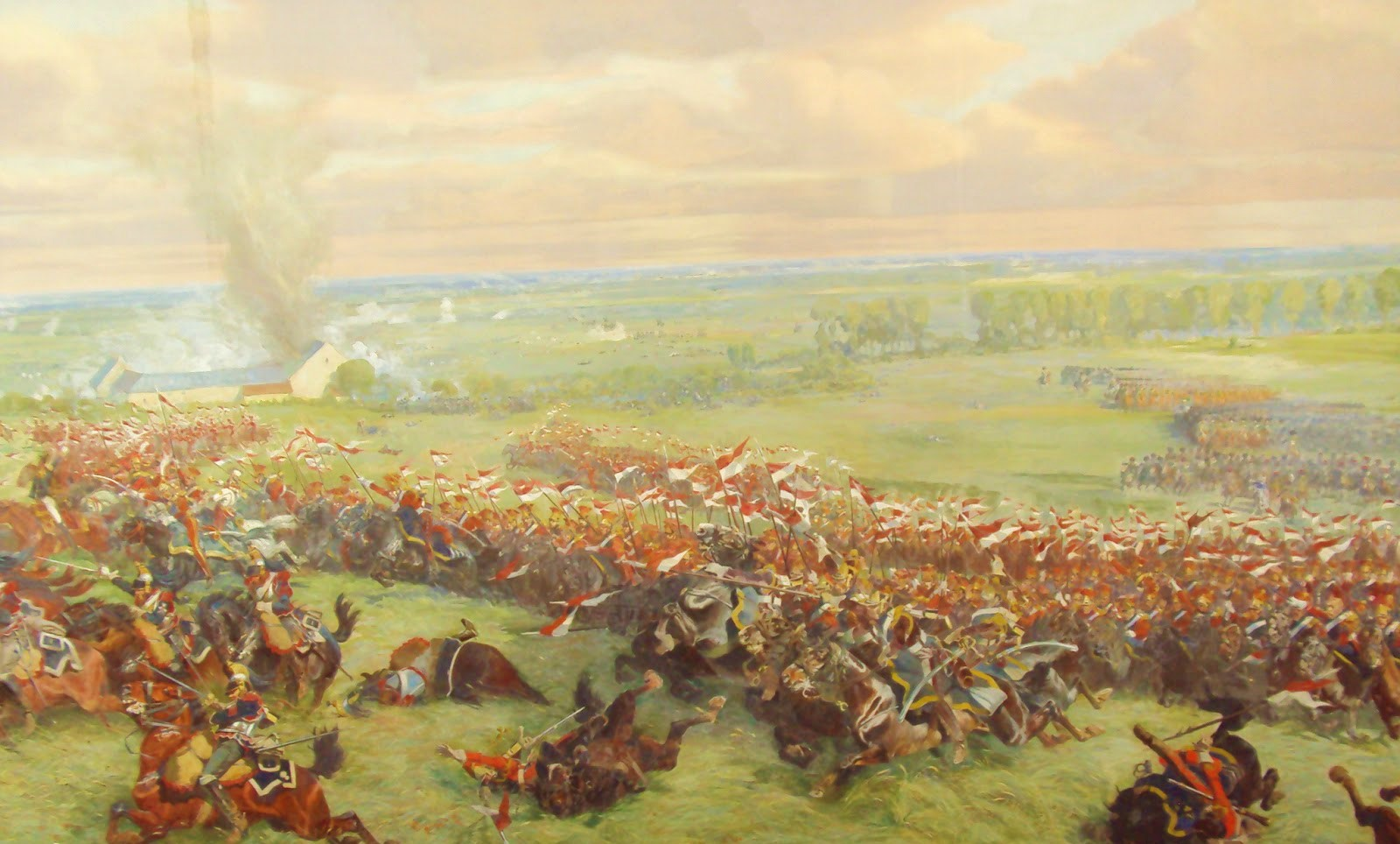
Une des charges de la cavalerie française à Waterloo.

Pendant une campagne.
Dans le système de manœuvre napoléonien, la cavalerie est chargée de remplir plusieurs rôles. Éclairage, protection des éléments de l'armée et de ses lignes d'opération, d'une part ; perturbation des mouvements ennemis, de leurs communications et menace sur leurs lignes d'opération, d'autre part.
Exemple pour chacun de ces rôles (par exemple : Marengo, Austerlitz, Montereau).
Durant la bataille.
Dispositions
La cavalerie de bataille et la cavalerie légère ; le rôle de la Garde.
Utilisations
Le système de bataille napoléonien se distingue par la constitution d'une « réserve de cavalerie » destinée à agir sur un point de la ligne ennemie, préalablement affaiblie par l'artillerie. La cavalerie « de bataille » devient une arme de rupture.
- Rupture

Exemple de la bataille d'Eylau et de la bataille de la Moskowa.
- Poursuite

Le plus bel exemple est celui de l'utilisation de la cavalerie à la suite de la bataille d'Iéna.

## D'un empire à l'autre (1815-1870)
Après la chute de Napoléon, et pour les cinquante-cinq années suivantes, la cavalerie française n'est pas engagée en totalité dans un conflit majeur. Elle participe à des expéditions coloniales. Cela se traduit aussi par un assoupissement doctrinal, ce qui a pour conséquence une inadaptation aux nouvelles conditions du combat comme l'augmentation de la portée des armes.

### Restauration (1814/1815-1830)

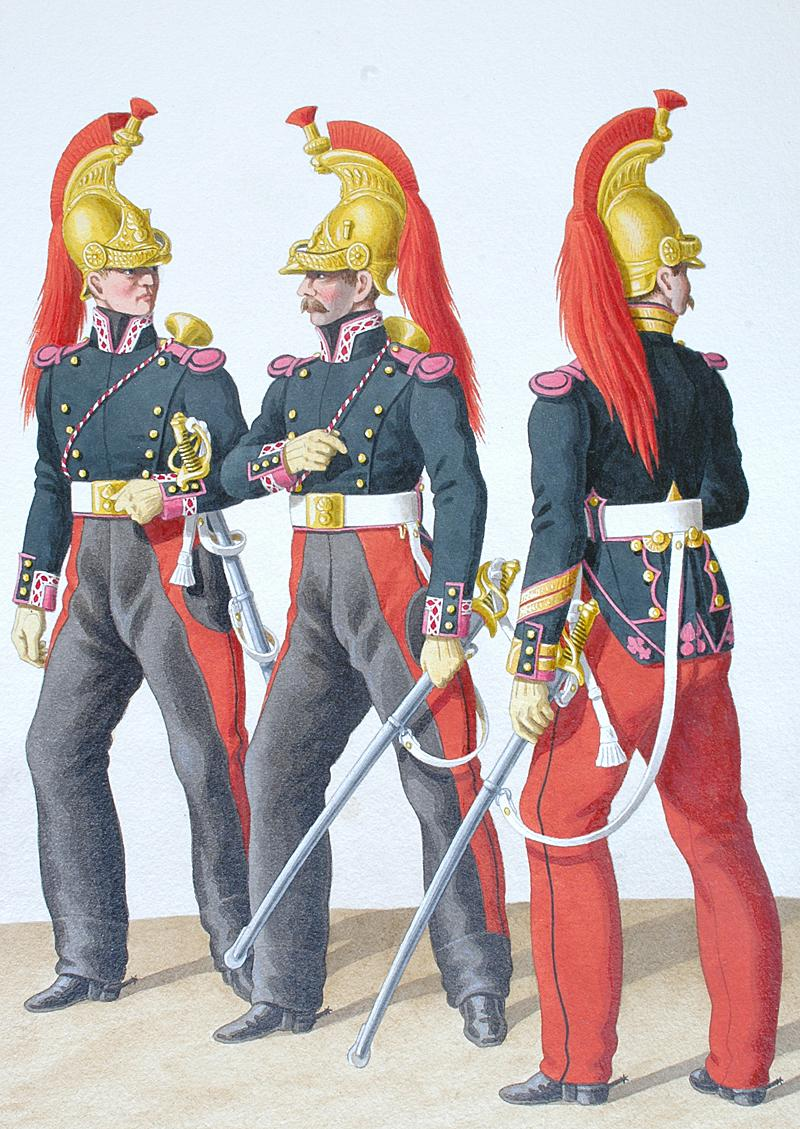
Le 4e régiment de dragons d'après Auguste de Moltzheim.

Avec la Restauration, en 1815, la cavalerie est profondément remaniée, comme pour marquer une coupure nette avec la période précédente. La cavalerie lourde comprend six régiments de cuirassiers et un de carabiniers ; la cavalerie de ligne, dix régiments de dragons ; la cavalerie légère aligne hussards et chasseurs, vingt-quatre de ceux-ci et six de ceux-là. La Garde Royale aligne de son côté deux régiments de grenadiers à cheval, deux de cuirassiers, un de dragons et un autre de lanciers, avec, pour la cavalerie légère, un régiment de hussards et un régiment de chasseurs.
Les régiments de cavalerie, en dehors de la Garde sont rattachés chacun à un département. Ils sont numérotés en tenant compte de leur département de rattachement (par exemple : le régiment de la Garonne étant le 4e de dragons, celui de la Gironde est le 5e de dragons). En revanche, le recrutement, pour un même régiment, se fait sur plusieurs départements. Pour donner un autre exemple, le 3e de hussards, celui de la Moselle, recrute aussi dans les départements des Côtes-du-nord et de la Manche. Les régiments de cavalerie lourde portent des noms au lieu de numéros — comme pour le nouveau 3e régiment de cuirassiers qui est ainsi désigné sous le nom de cuirassiers d'Angoulême.
En 1815, l'École d'instruction des troupes à cheval de Saint-Germain-en-Laye est déplacée à Saumur et devient, en 1824, l'École de Cavalerie.

#### Campagnes
Expédition d'Espagne
En 1823, le corps expéditionnaire français comporte vingt-trois régiments de ligne et trois de la Garde royale. Chacun des quatre corps d'armée comprend une division de dragons. Le corps de réserve comprend la brigade de la Garde et deux brigades de cuirassiers. Au niveau des divisions une brigade de cavalerie légère est attachée.

### Second Empire (1852-1870)

#### Campagnes
- Guerre de Crimée

Le corps expéditionnaire comprend deux brigades puis une division de cavalerie. La première brigade comprend deux régiments de chasseurs d'Afrique ; la seconde, un régiment de dragons et un régiment de cuirassiers. Elle devient division quand elle reçoit une nouvelle brigade, de cuirassiers. Quatre autres régiments de cavalerie légère sont envoyés en Crimée, mais ne sont que peu employés, et jamais comme outil de reconnaissance et éclairage.
- Guerre d'Italie
- Expédition du Mexique
- Guerre franco-prussienne de 1870

La Guerre franco-prussienne de 1870 marque un tournant dramatique dans l'histoire de la cavalerie française. L'action héroïque mais vaine des cuirassiers français lors de la Bataille de Frœschwiller-Wœrth dite « Bataille de Reichshoffen » le 6 août 1870, au début du conflit, compte parmi les dernières grandes charges « classiques » de la cavalerie française.

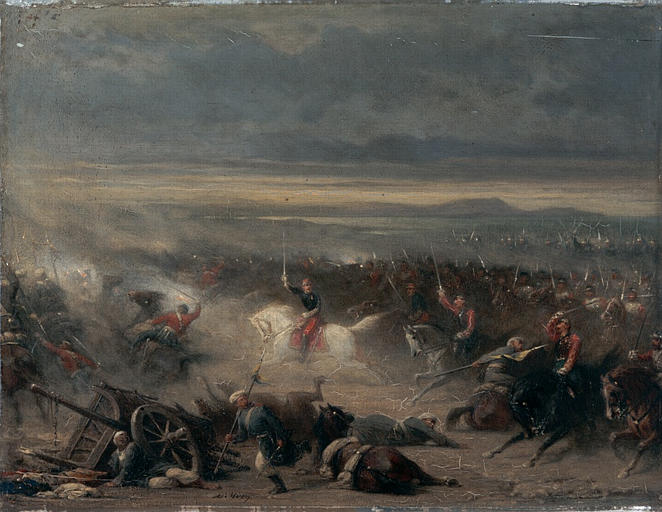
Charge de la cavalerie française à Eupatoria, 1855.
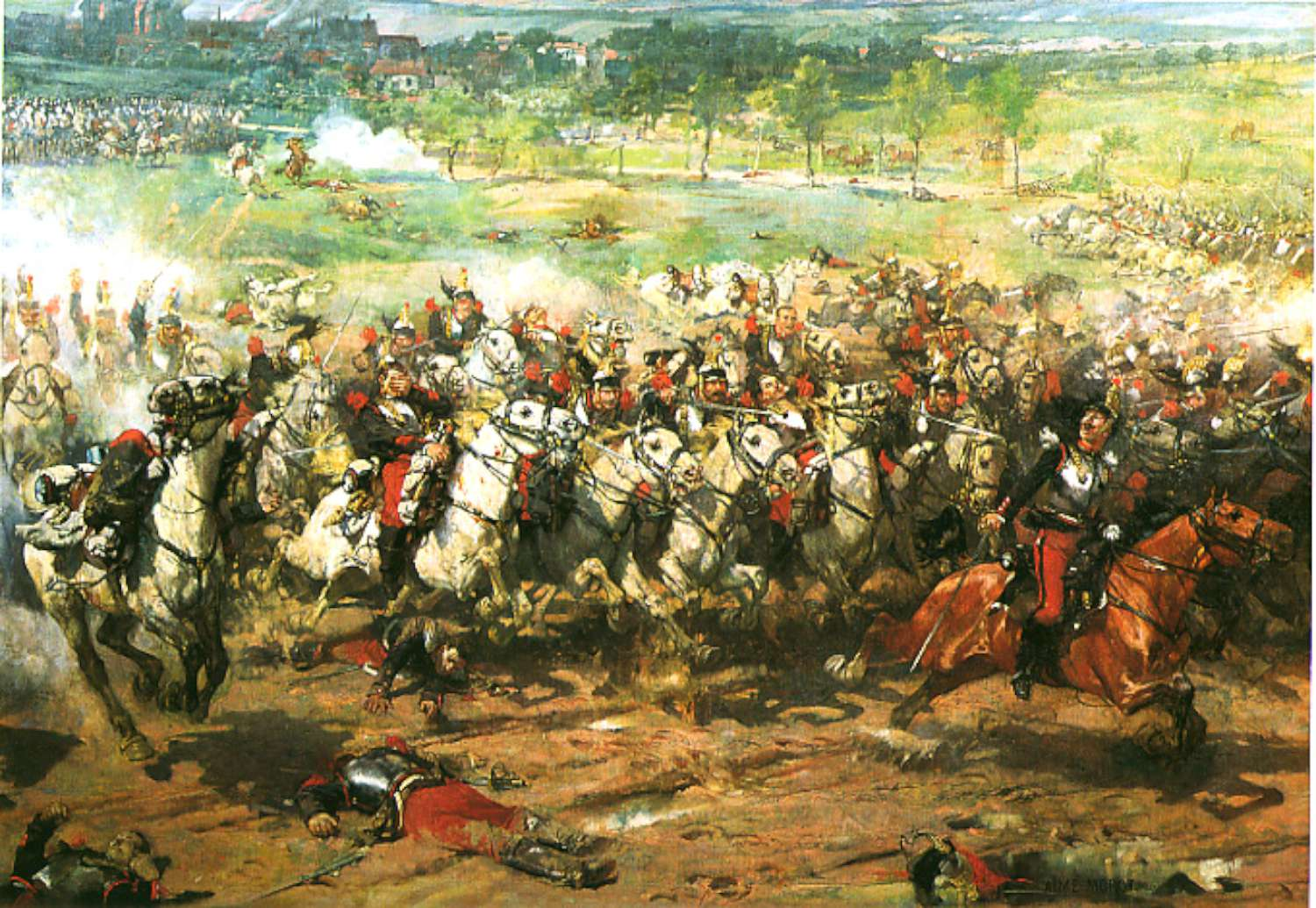
La charge des cuirassiers à la Bataille de Frœschwiller-Wœrth, en août 1870, immortalisée dans Reichshoffen de Aimé Morot, château de Versailles.

## Cavalerie française aux colonies et en outremer

### La cavalerie lors de la conquête de l'Algérie
Les Chasseurs à cheval sont employés en Algérie. Il est à remarquer que les deux seuls escadrons de cavalerie emmenée outre Méditerranée par le général de Bourmont sont formés de chasseurs des 12e et 13e régiments : ces escadrons qui ont peu à s'employer lors de la prise d'Alger, fournissent le noyau des régiments de chasseurs d'Afrique qui naîtront sur le sol algérien dans les mois qui suivent.
Le 1er chasseurs y séjourne à trois reprises de 1839 à 1848, de 1859 à 1861 et en 1869-1870. Il en est de même pour le 4e en 1839-1840, 1854-1859 et 1864-1868 et du 11e en 1864-1865.
La conquête de l'Algérie entraîne l'apparition d'une cavalerie d'Afrique. Elle comprend les chasseurs d'Afrique et les spahis.

### Corps de cavalerie aux colonies

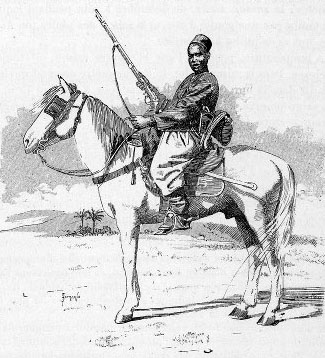
Spahi sénégalais à la fin du XIX.

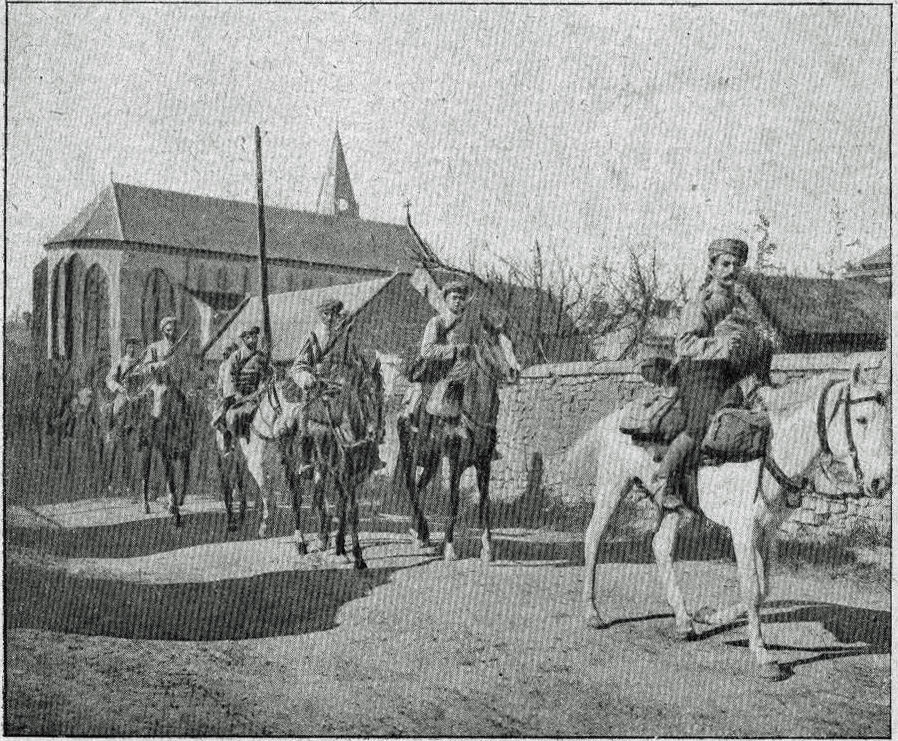
Spahis marocains en 1915.

La Seconde Guerre mondiale voit la mécanisation des régiments de cavalerie coloniale, ralliée à la France libre, grâce au matériel américain fourni dans le cadre du « Prêt-bail » (Char M3 Stuart, Halftracks, automitrailleuses M8 Greyhound, etc.), spahis et chasseurs d'Afrique prenant part à la libération du territoire métropolitain et à l'invasion de l'Allemagne nazie (1944-1945).
La fin de l'empire colonial français voit la dissolution de la plupart des régiments de Chasseurs d'Afrique et de Spahis et le retour en Europe des régiments survivants qui sont intégrés aux forces de défense du territoire, certains étant ponctuellement détachés au sein des Forces françaises en Allemagne — c'est ainsi le cas des 1er et 2e Spahis.
En 2012, ne subsistent plus des régiments ayant servi dans l'empire que le 1er régiment de chasseurs d'Afrique (1er RCA) de Canjuers, le 1er régiment de spahis (1er RS) de Valence et le 1er Régiment Étranger de Cavalerie. Ces anciens régiments de cavalerie coloniale servent dans le cadre de missions internationales auxquelles la France prend part.

#### Chasseurs d'Afrique

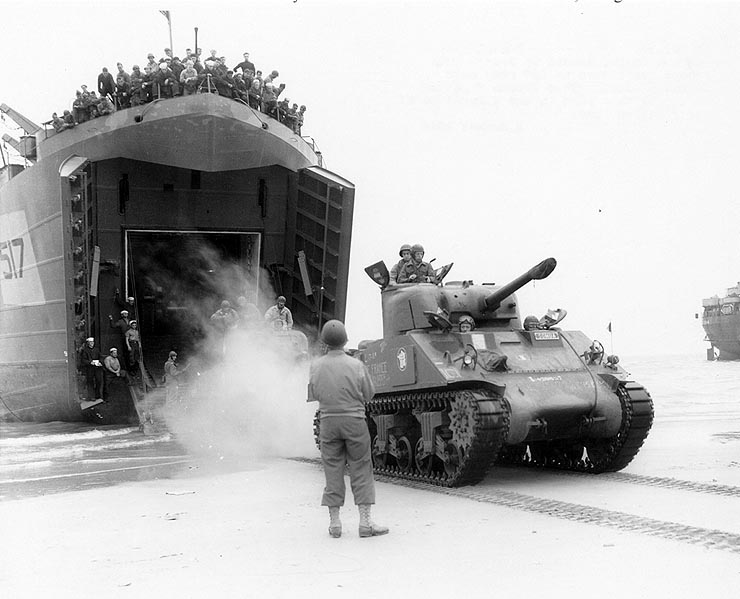
Char M4 Sherman du 12e Régiment de Chasseurs d'Afrique lors du Débarquement en Normandie.

Dès octobre 1830, en s'inspirant des chasseurs à cheval métropolitain, est formé le corps des chasseurs d'Afrique, à recrutement européen. Ce corps comptera jusqu'à douze régiments.
Les premiers régiments de chasseurs sont créés en 1831. Leur recrutement est essentiellement local, engagés français et indigènes. Ces derniers disparaîtront peu à peu, passant aux spahis. Chaque régiment comprend six escadrons. Quatre régiments de chasseurs d'Afrique seront constitués.

#### Spahis
Les spahis constituent l'élément indigène de la cavalerie de l'armée d'Afrique.
Les spahis apparaissent en 1834. Il y a des régiments réguliers et des unités « irrégulières », c'est-à-dire qui ne sont pas destinées à combattre dans des batailles rangées. En 1845, les spahis sont réorganisés en trois régiments, de six escadrons chacun. Napoléon III intègre un escadron de spahis à sa Garde impériale.
Dans l'entre-deux-guerres, ces unités de spahis participent aux opérations de pacification du Maroc et à la grande révolte syrienne.

#### Régiments étrangers de cavalerie
L'année 1921 voit la création du 1er Régiment Étranger de Cavalerie, suivi d'un second régiment levé au début de la Seconde Guerre mondiale et qui sera dissout à la fin de la Guerre d'Algérie.

#### Campagnes
En dehors des missions de pacification et de maintien de l'ordre dans les colonies, les régiments de cavalerie levés dans les territoires de l'empire colonial français participent aussi dès le milieu du XIXe siècle aux grands conflits dans lesquels la France se trouve engagée. C'est ainsi que dès les années 1850, les chasseurs d'Afrique sont engagés dans la guerre de Crimée (1853-1856). On les retrouve encore, servant aux côtés de chasseurs à cheval et de hussards métropolitains, pendant l'intervention française au Mexique (1861-1867). « Cette campagne du Mexique vaut au [1er régiment de chasseurs d'Afrique] le port de la croix de la légion d'honneur sur la cravate de son étendard, privilège unique dans l'arme blindée cavalerie. »
Des régiments de spahis participent aux deux guerres mondiales, servant en métropole et sur les champs de bataille de Belgique.
Les protectorats d'Outre-mer
Au levant (1919-1941)

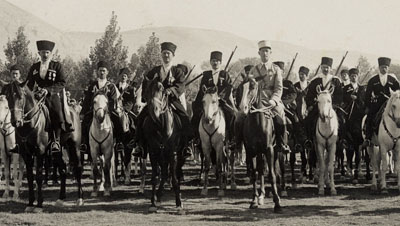
Cavalerie circassienne au Levant.

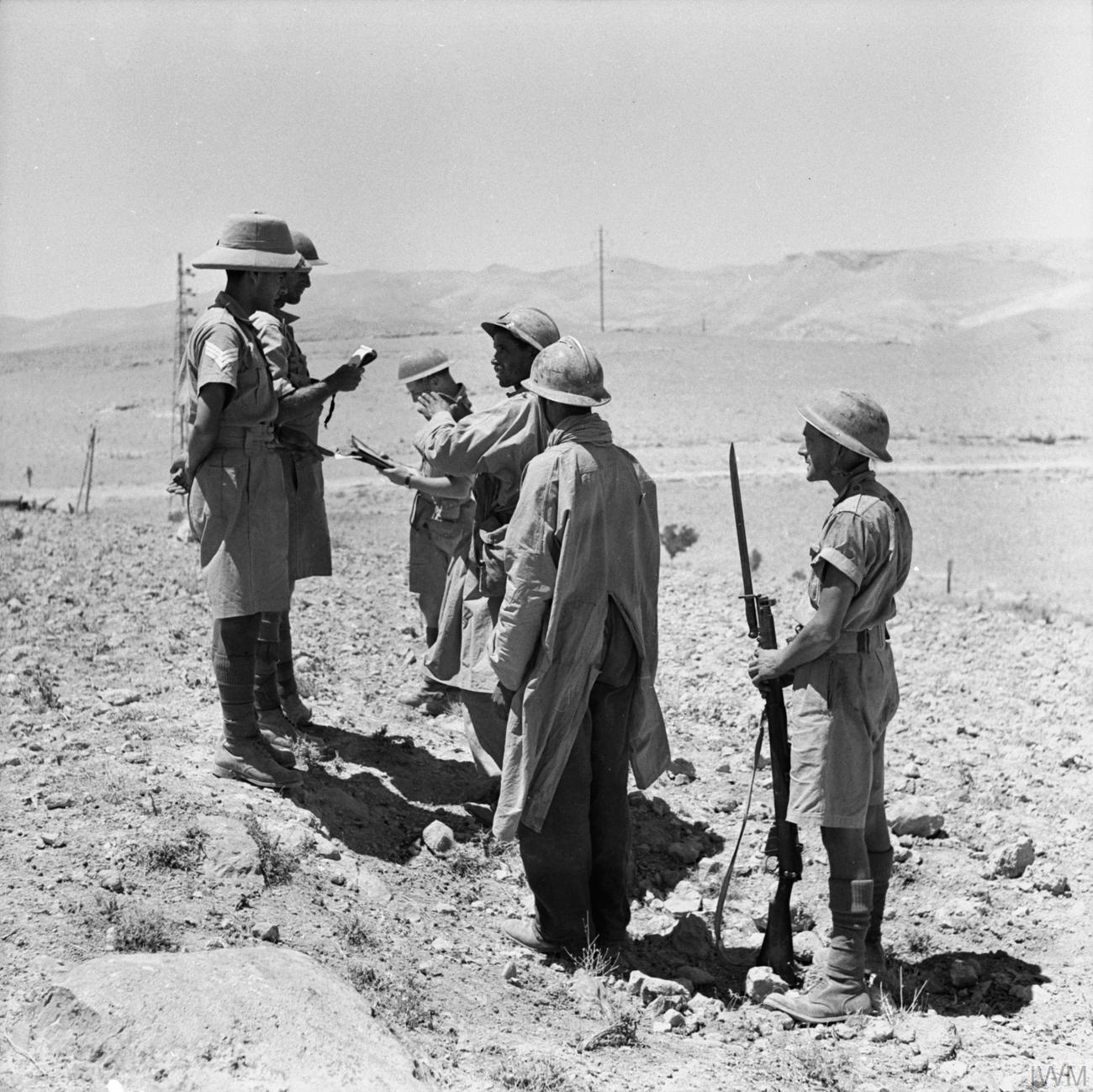
Spahis de l'Armée de Vichy capturés par les Britanniques au Levant, pendant la campagne de Syrie.

À la suite des accords Sykes-Picot, la France est chargée d'un mandat sur le Liban. Parmi les unités de l'armée présentes dans ce pays, la cavalerie est représentée par le 1er RMMCL (Régiment de Marche Mixte de Cavalerie du Levant). Fort de quatre escadrons, venus du 4e chasseurs d'Afrique, du 1er et du 4e spahis, il est basé à Lattaquié. Il participe aux opérations contre diverses rébellions.
Fin 1919, l'armée française se trouve chargée du contrôle de la Cilicie, évacuée par les Britanniques. La petite division chargée de sa sécurité comprend un régiment de cavalerie. Le 2e RMMCL comprend trois escadrons, dont l'un est fourni par le 5e chasseurs d'Afrique, et les deux autres par le 12e spahis. Cette cavalerie intervient lors du soulèvement de la population musulmane, au début de 1920, par exemple pour dégager des postes assiégés. Un régiment de marche de spahis est constitué en mars 1920 avec un escadron de chacun des 1er, 3e, 4e et 5e spahis algériens ; il deviendra le 11e de l'arme.
D'autres régiments apparaissent sur ce théâtre d'opérations. Un 3e RMMCL, le 21e spahis marocains, le 11e spahis et des unités de Tcherkesses.
En 1922, il ne reste plus au Levant que le 21e spahis et le nouvellement créé 12e spahis à l'aide des escadrons tunisiens des régiments de marche. Deux escadrons du 5e chasseurs d'Afrique et deux du 5e spahis font partie de la force d'interposition envoyée dans la région d'Andrinople pour empêcher les affrontements entre Grecs et Turcs.
En 1925, l'insurrection druze conduit à la destruction d'un escadron du 12e spahis. Le 4e régiment étranger de cavalerie participe aux combats par le biais de son 4e escadron. Composée d'une majorité de russes blancs, ce régiment créé en 1925 se voit en urgence dépêché au Levant. Le 6e spahis algériens arrive en novembre. En 1926, ces unités de cavalerie avec trois escadrons de Tcherkesses, bientôt portés à six , participent à la pacification du territoire.
En 1927, des unités à recrutement local prennent le relais de la cavalerie d'Afrique. À côté des six escadrons Tcherkesses, on trouve six escadrons druzes, un « hauranais » et quatre autres de recrutements divers (escadrons légers du Levant).
Au Maroc (1919-1934)

## L'«armée nouvelle» et la Première guerre mondiale (1870-1918)

### Organisation
Après la défaite de 1871, la cavalerie est réorganisée. La loi des cadres et effectifs de 1875 prévoit soixante-dix régiments en métropole (douze cuirassiers, vingt-six dragons, vingt chasseurs et douze hussards), sept pour la cavalerie d'Afrique (quatre chasseurs, trois spahis).
Elle est répartie en cinq divisions de cavalerie, composées de trois brigades (cuirassiers, dragons légers). En outre, chaque corps d'armée bénéficie d'une brigade de cavalerie rattachée (un régiment de cavalerie légère et un de dragons).
À la veille de la Première Guerre mondiale, la cavalerie française compte 90 régiments dont 79 stationnés dans la métropole. Tous les régiments métropolitains ont été armés de la lance, à l'exception des cuirassiers. En 1913, tous les corps d'armée se voient affecter un régiment de cavalerie légère (21 régiments de hussards et de chasseurs), le reste des régiments (cuirassiers, dragons, etc.) étant endivisionnés.

### Effectifs et doctrine d'emploi
La doctrine de 1871 à 1888 est plutôt tournée vers une utilisation défensive de la cavalerie ; ensuite, c'est une vision plus offensive qui est privilégiée. Le règlement de 1912 prévoit ainsi que le mode de combat normal est le combat à cheval, à l'arme blanche.
En 1881, le Général Gaston de Galliffet écrit : « Dans la guerre moderne surtout, le combat de cavalerie est un incident, tandis que l'exploration et la sécurité sont des nécessités de tous les instants ».
En 1914, il y a douze régiments de cuirassiers, trente-deux de dragons, vingt-et-un de chasseurs, quatorze de hussards, ainsi que six chasseurs d'Afrique et cinq spahis. Ces unités forment dix divisions de cavalerie (à trois brigades à l'exception de la 10e qui n'en a que deux). Les vingt régiments restants, hussards et chasseurs, fournissent un escadron à chaque division d'infanterie.

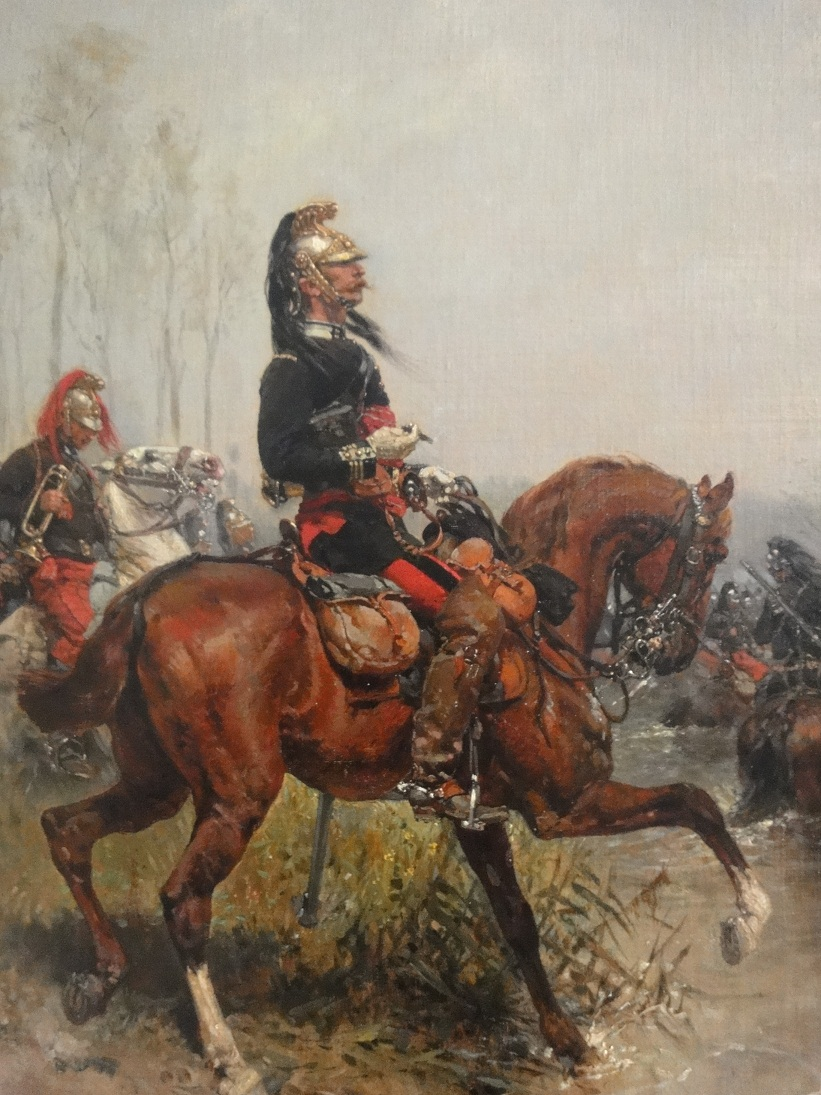
Officier des Dragons en 1878 d'après Alphonse de Neuville.
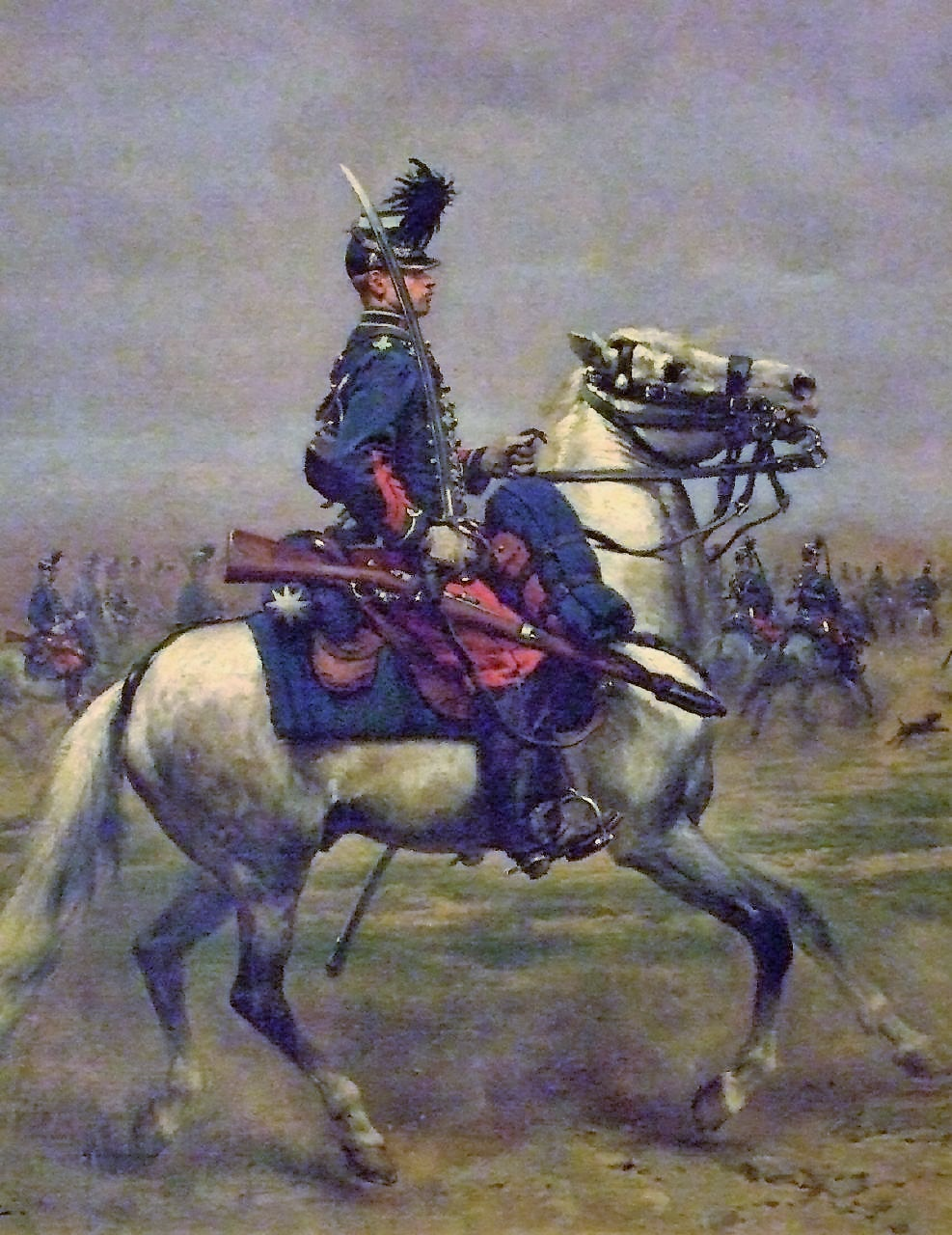
Hussard en 1879 d'après Édouard Detaille.
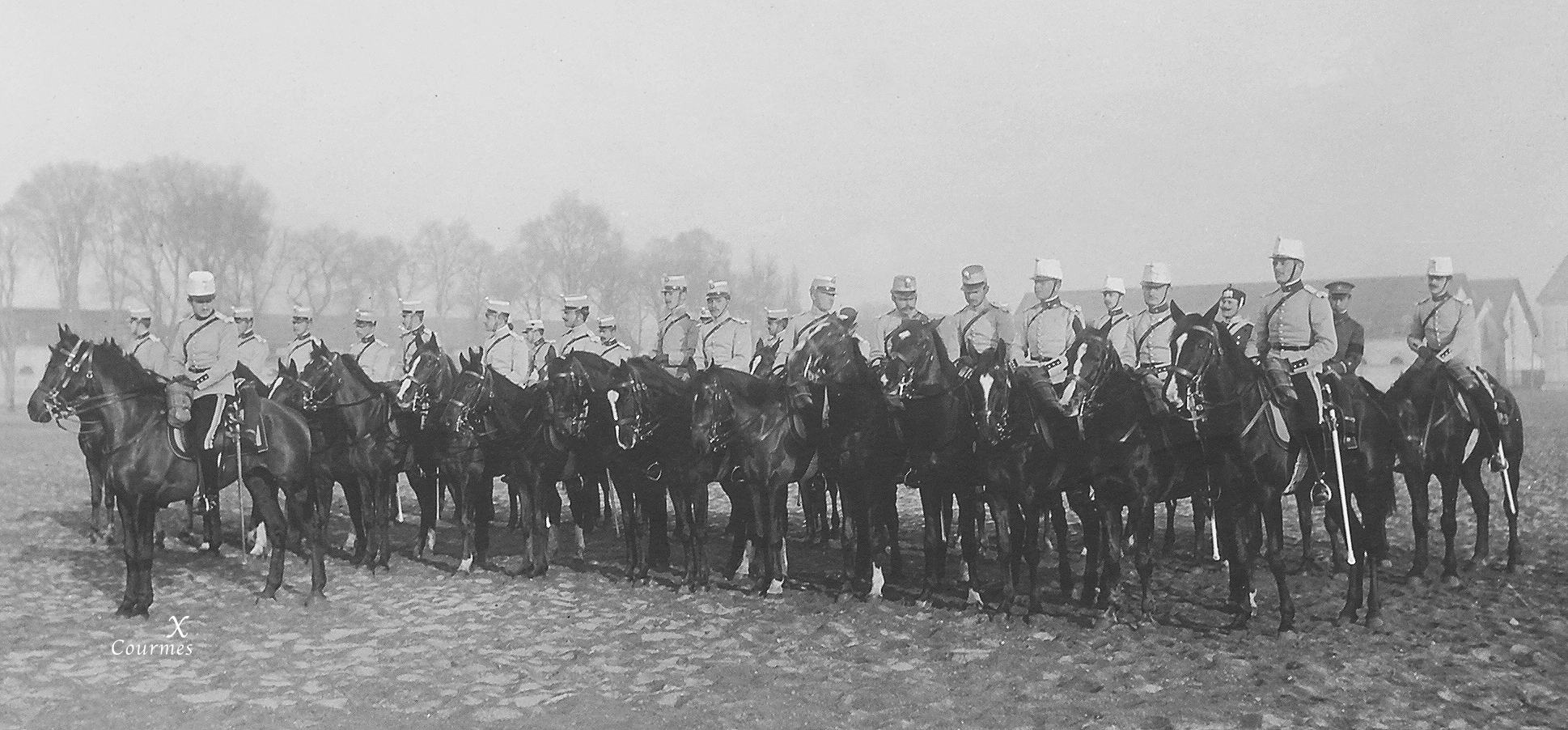
École de cavalerie de Saumur (1907-1909).
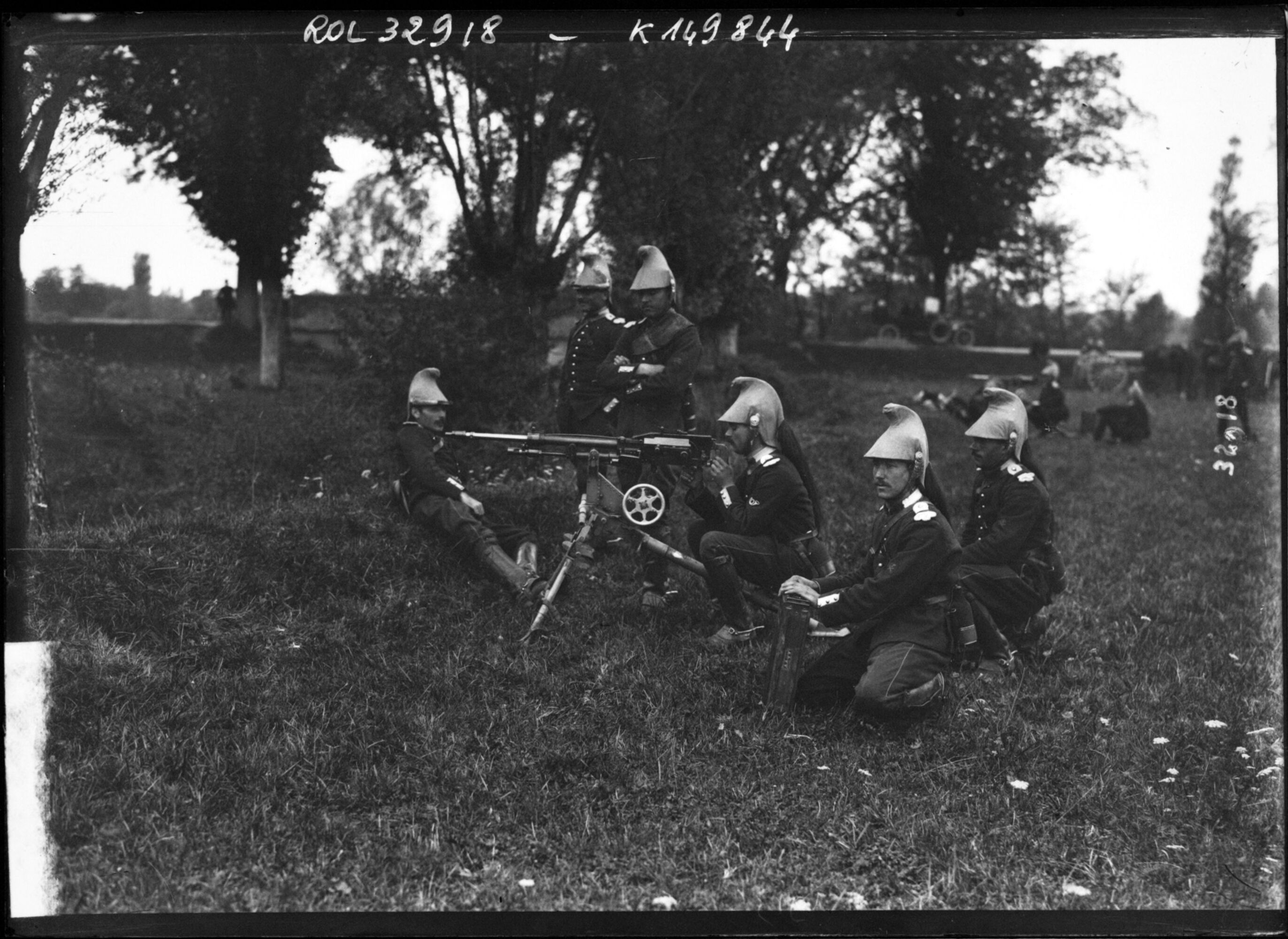
Dragons aux manœuvres de 1913.
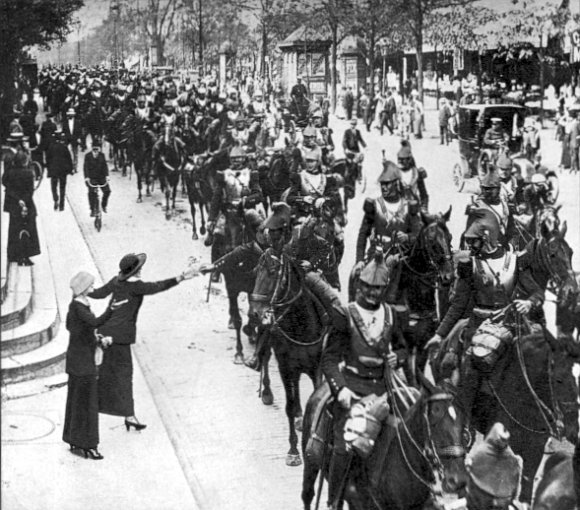
Cuirassiers français quittant Paris début août 1914.

### La cavalerie française et la locomotion automobile

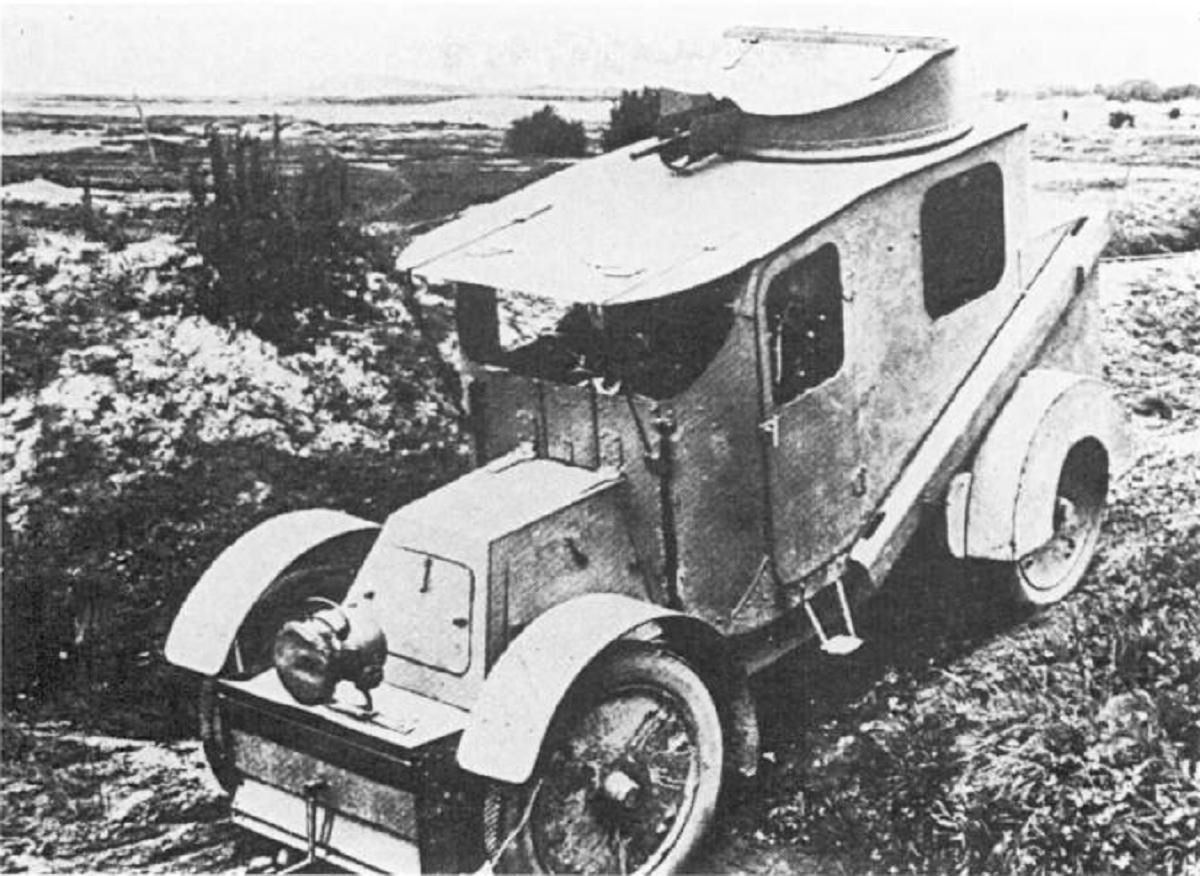
Automitrailleuse Charron-Girardot & Voigt modèle 1906.

La France procède à ses premiers essais d'engins de ce type dès les premières années du XXe siècle. Au Salon automobile de Paris de 1902, le constructeur Charron-Girardot & Voigt présente une automitrailleuse partiellement blindée à l'arrière et armée d'une mitrailleuse Hotchkiss Mle 1900. L'engin est testé par la cavalerie qui demande au constructeur d'améliorer la protection au niveau du moteur et du poste de conduite. Deux autres versions de cet engin sont présentées et testées en 1904 et 1906 sans toutefois aboutir à la création d'unités d'automitrailleuses dans les rangs de la cavalerie.

### Première Guerre mondiale
Au début du conflit, la cavalerie est répartie à plusieurs niveaux. À côté des corps d'armée classiques, il existe deux corps de cavalerie, appellation nouvelle des « groupements de division de cavalerie » déjà prévus dans les plans élaborés en vue de la guerre. Le premier corps est organisé avant le conflit, par une instruction secrète du 7 février 1914. Il doit couvrir la gauche du dispositif français.
Chaque corps d'armée dispose d'un régiment de cavalerie. En plus, certains des corps disposent d'une division de cavalerie, à côté de ses deux divisions d'infanterie. Ainsi, le 14e corps d'armée de Lyon comprend les 27e et 28e D.I. et la 6e D.C..
Une division de cavalerie de 1914 aligne 35 000 hommes et 40 000 chevaux. La division de cavalerie regroupe trois brigades montées. Il existe dix divisions de cavalerie en dehors de celles rattachées aux corps de cavalerie.
Le corps de cavalerie, indépendant, est composé de trois divisions de cavalerie à trois brigades soit une masse totale de dix-huit régiments. Le premier est positionné entre la 3e et la 5e armée. Il doit servir de couverture mais aussi de se porter à la rencontre des troupes allemandes qui attaqueraient la Belgique. Il sera mal utilisé par l’État-major, avec des déplacements incessants.

#### Front occidental

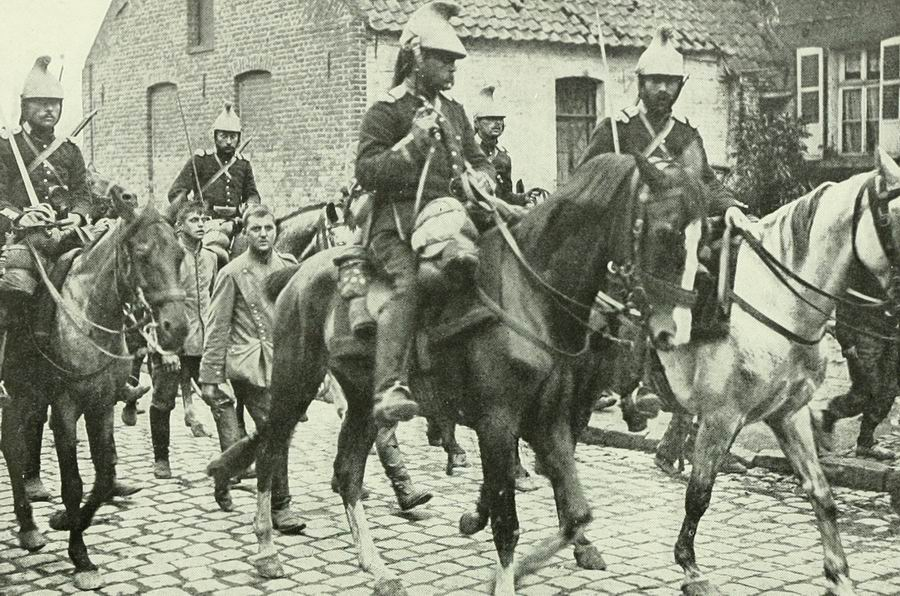
Dragons français ramenant des prisonniers allemands en août 1914.

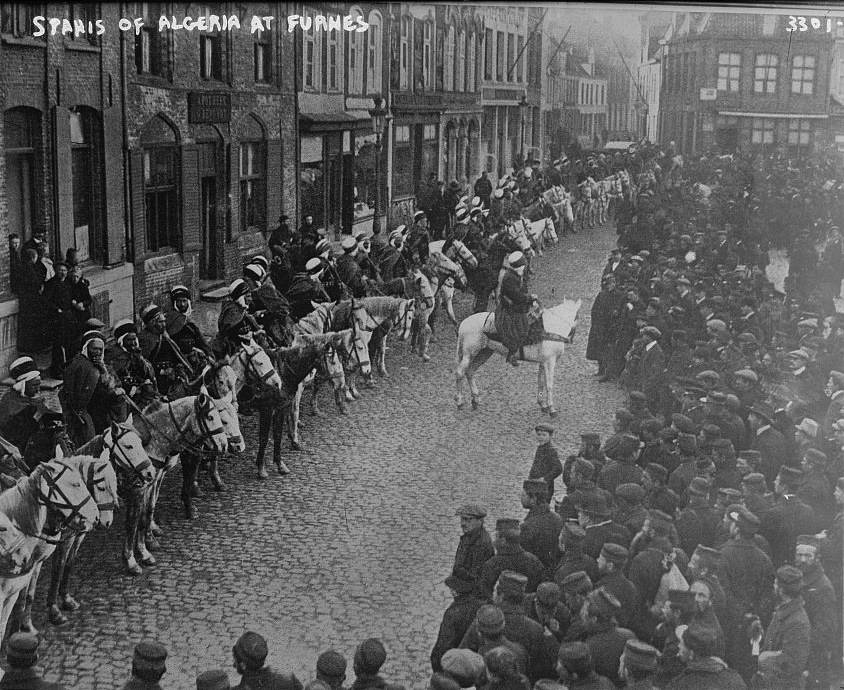
Spahis algériens à Furnes en Belgique.

En août 1914, la France aligne trois corps de cavalerie : le 1er corps de cavalerie du général André Sordet qui opérera en Belgique ; le corps de cavalerie du général Louis Conneau qui opérera en Lorraine avant de prendre part à la Première bataille de la Marne, Conneau prenant par la suite le commandement du 1er CC, et le corps « provisoire » du général Pierre Abonneau qui combattra dans les Ardennes belges et françaises avant d'être dissout le 24 août à Charleville.
Le rôle de la cavalerie dans les premiers mois de la guerre est assez faible. La cavalerie ennemie refusant le combat, il y a peu de confrontations. En revanche une usure rapide des montures interdit à la cavalerie d'avoir une action efficace, par exemple pour l'exploitation de la victoire sur la Marne.
Dès la fin de 1914, des unités de cavalerie sont utilisées démontées, avec, dans les premiers temps, des épisodes où des cavaliers à pied chargent, lance en avant, les mitrailleuses ennemies.
Dès 1915, la guerre des tranchées a pour conséquence de diminuer fortement le rôle de la cavalerie. Une partie des régiments est démontée et ces régiments participent aux combats comme des unités d'infanterie.
La reprise de la guerre de mouvement en 1918 va redonner à la cavalerie une utilité. S'il existe toujours dix divisions de cavalerie, quatre d'entre elles sont démontées pour former les divisions de cavalerie à pied.

## Cavalerie blindée/mécanisée moderne (Première Guerre mondiale-époque contemporaine)

### L'entre-deux-guerres: vers la cavalerie sans chevaux
« Force est de constater que la part prise par la cavalerie motorisée/blindée dans les opérations au cours de la Première Guerre mondiale, est relativement secondaire, à cause non seulement de ses moyens très réduits et peu efficaces, mais également à cause de la longue période de blocage de la guerre de mouvements et de l’inévitable nécessité de « découvrir le mouvement en marchant ». Pour autant, avec le recul du temps, on distingue parfaitement les prolongements de cette expérience dans les futurs régiments d’automitrailleuses, divisions de cavalerie mixtes et divisions légères mécaniques des années trente »

— Général de division François Lescel, Naissance de notre armée blindée
L'apparition et le développement des engins de combats mécanisés et blindés pendant la Première Guerre mondiale marquera le déclin définitif, à partir de l'entre-deux-guerres, de la cavalerie montée dans l'armée française comme dans toutes les armées modernes contemporaines.

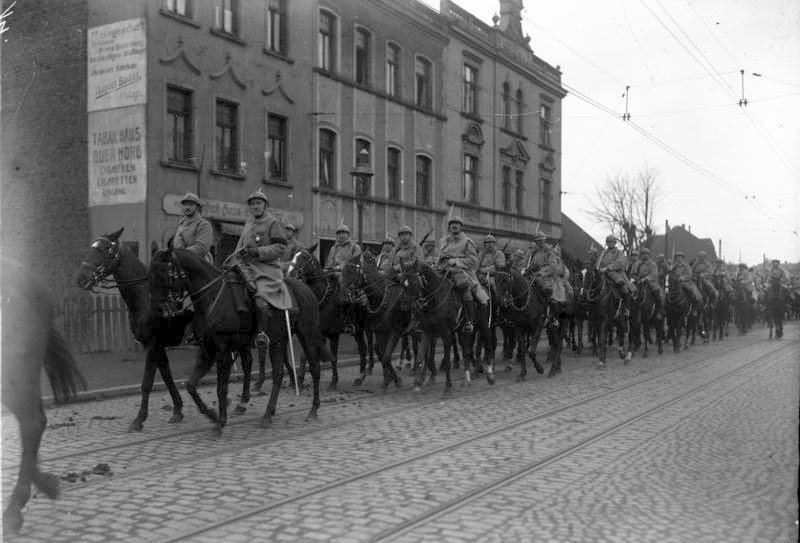
La cavalerie française en Allemagne en 1923.

La cavalerie française s'intéresse dès le début du XXe siècle à l'utilisation militaire de l'automobile et utilise dès avant la « Grande Guerre » un petit nombre d'auto-mitrailleuses.
En 1933, la transformation de l'une des cinq DC restantes en DLM (division légère mécanique) est décidée. Pour les autres régiments, la moitié des escadrons est motorisée pour créer des groupes de reconnaissance au profit des corps d'armée (GRCA) ou des divisions d'infanterie (GRDI). La première division légère mécanique est créée en 1935.
Le programme d'armement de 1937 prévoit la création de deux nouvelles DLM et de cinq divisions légères de cavalerie (DLC). Ces dernières sont composées d'une brigade motorisée et d'une brigade à cheval, faisant cohabiter des vitesses, des rayons d'action, des approvisionnements différents.

### De 1940 à 1945
La Seconde Guerre mondiale voit la disparition des derniers régiments montés avec la dissolution de l'Armée de Vichy en 1942, certains participant toutefois encore à la campagne de Belgique et à la Bataille de France en mai et juin 1940. « Mais si le cheval a disparu, la cavalerie vit toujours puisque l'arme blindée a repris ses traditions... mais aussi l'essentiel de ses missions : la reconnaissance et le choc, en se dotant de ce qui lui faisait défaut et fut cause de sa disparition : la puissance de feu» ».

#### La cavalerie en 1940

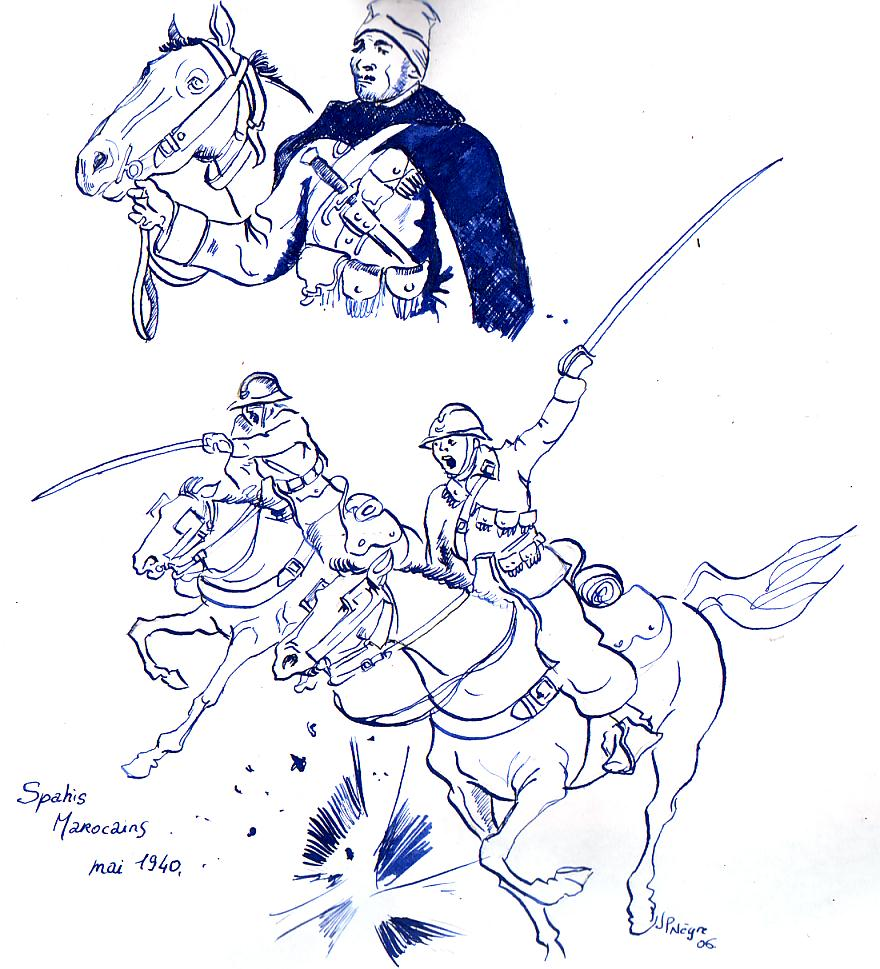
Dessins représentant des spahis en 1940.
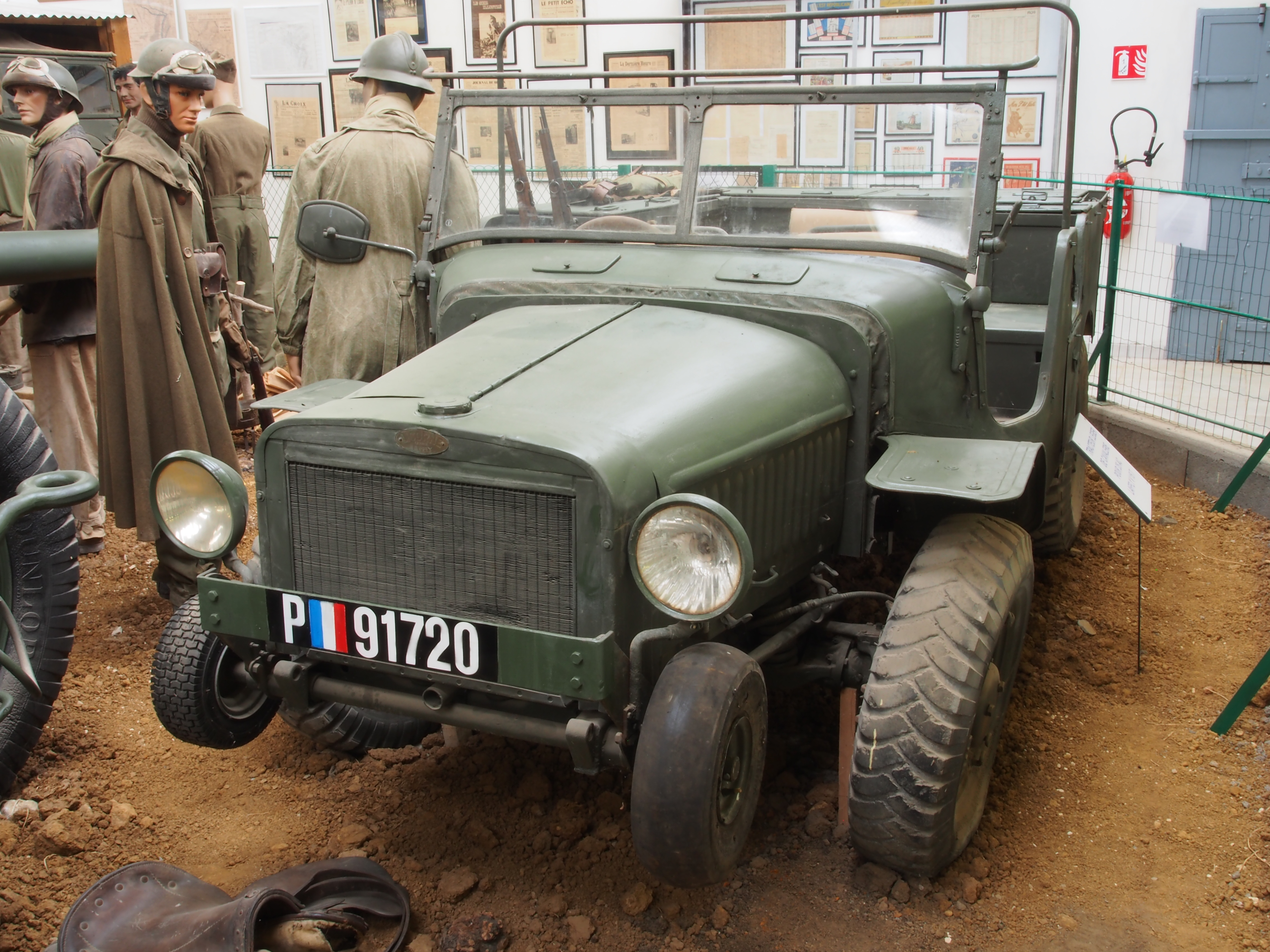
Laffly V15T pour canon antichar de 25 mm
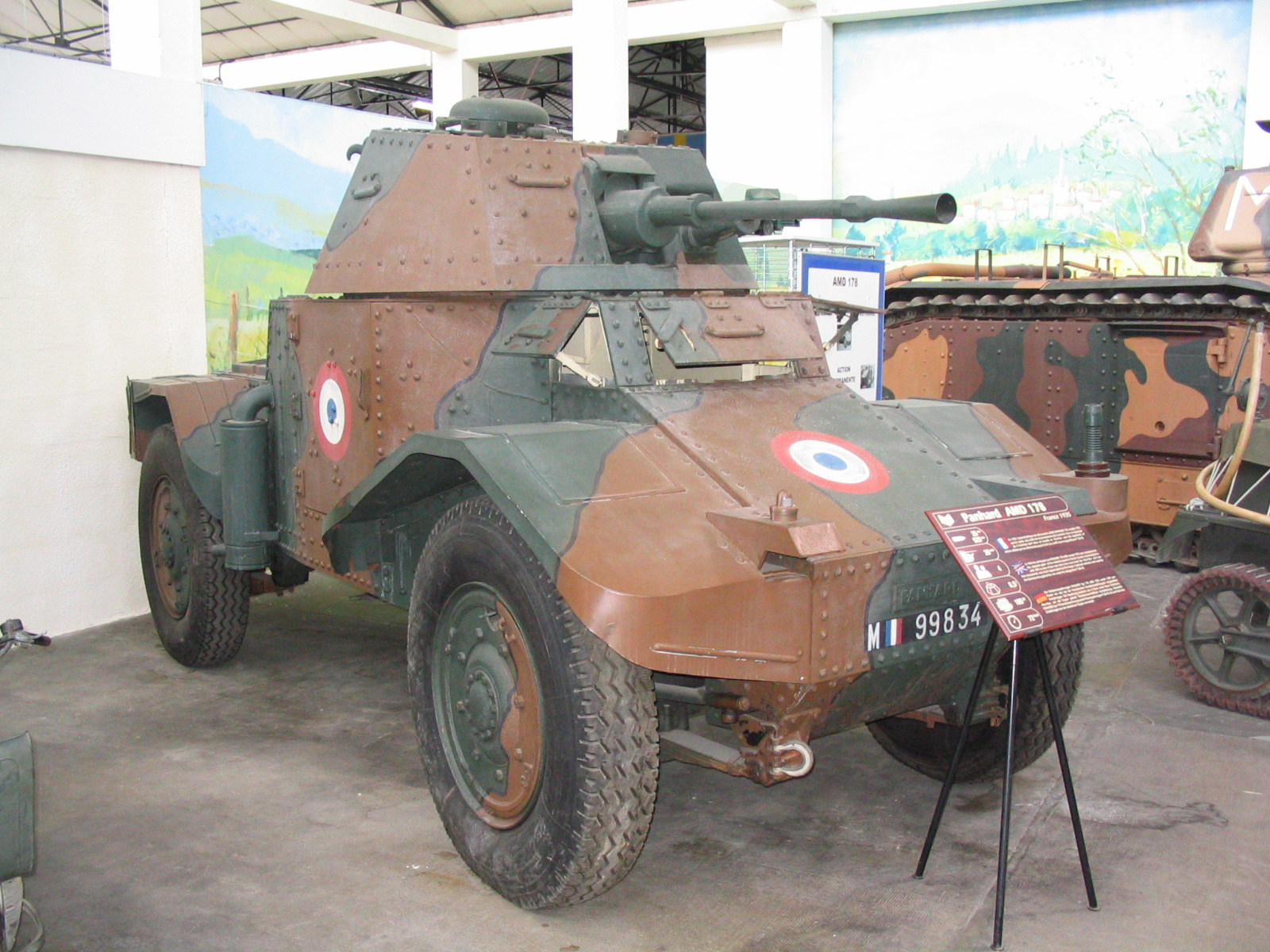
Panhard AMD-178.
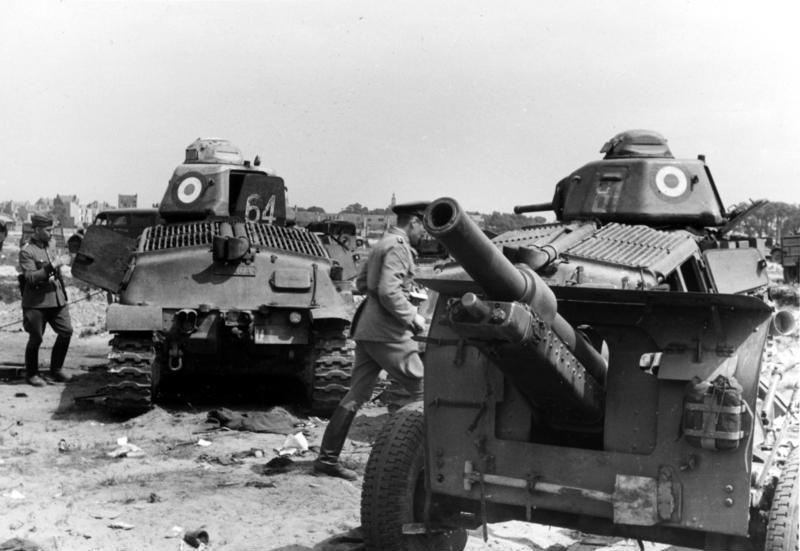
Char de cavalerie Somua S35.

### De 1946 à nos jours

#### Unités de cavalerie dans les guerres de décolonisation
Des régiments de cavalerie, tant métropolitains que coloniaux, sont engagés dans les conflits qui marquent la fin de l'empire colonial français, en Indochine et en Algérie.
Guerre d'Indochine

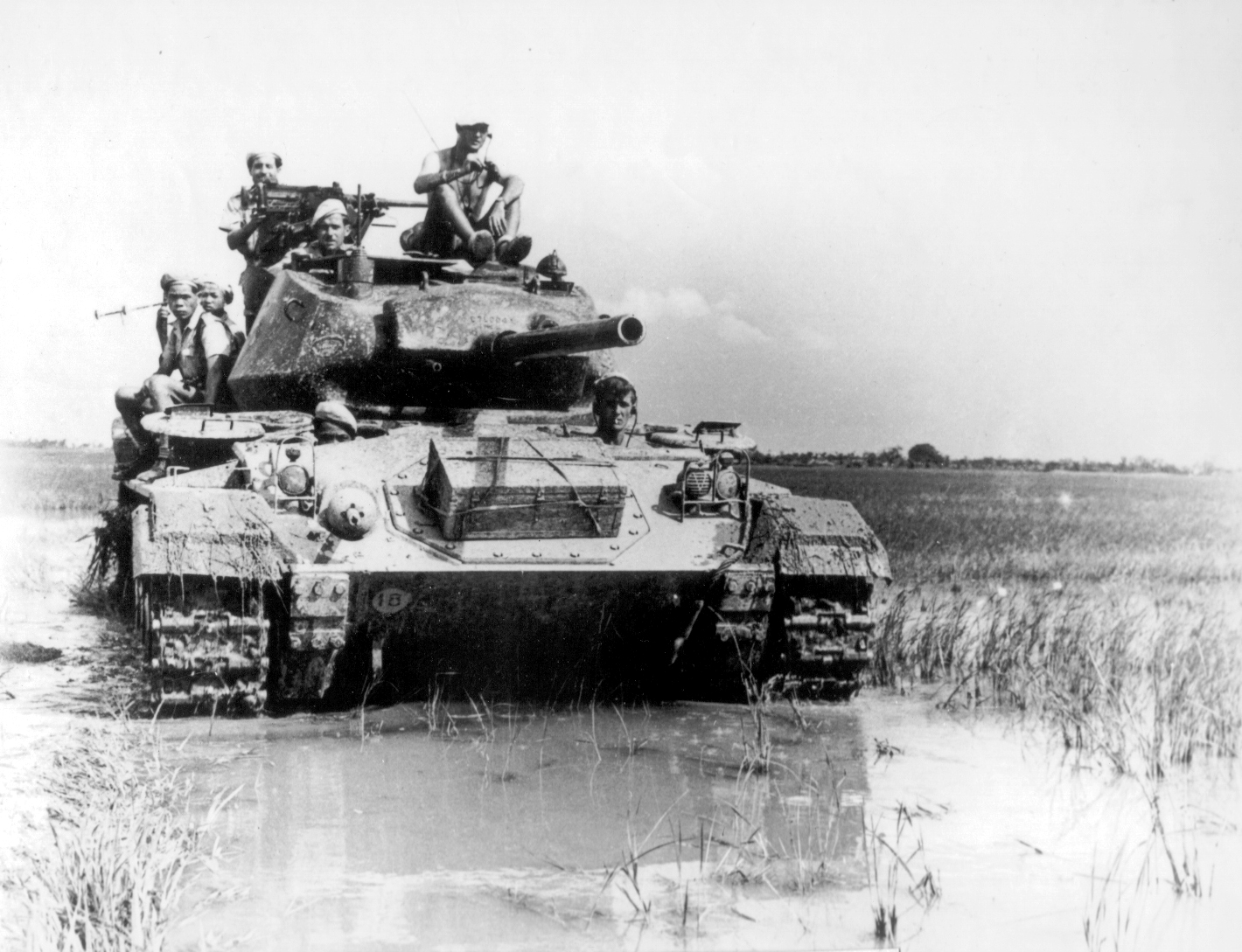
Char M24 Chaffee du 1er régiment de chasseurs à cheval en Indochine.

Le 5e régiment de cuirassiers se bat en Indochine de 1946 à 1954, aux côtés du 1er régiment de chasseurs à cheval. Des chars M24 Chaffee de celui-ci, sous les ordres du capitaine Hervouet, prennent part à la défense du camp retranché de Diên Biên Phu
Guerre d'Algérie

#### Guerre du Golfe
Dans le cadre de la coalition, la « division Daguet » regroupe plusieurs unités de cavalerie mécanisée : le 1er régiment de hussards parachutistes, le 1er régiment de spahis, le 4e régiment de dragons et le 1er régiment étranger de cavalerie. Sa mission est de protéger le flanc gauche du corps de bataille allié, mission qu'elle remplit dans la plus pure tradition de la cavalerie française.

#### La cavalerie dans l'armée française duXXIesiècle

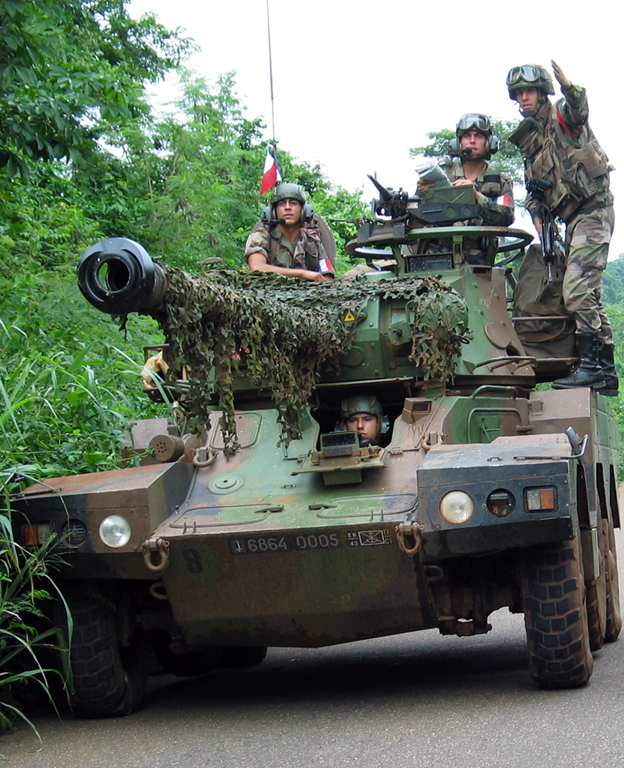
Patrouille du 1er RHP sur ERC-90 Sagaie en Côte d'Ivoire en 2003.

En 2012, l'armée française aligne douze régiments de cavalerie au sein de l'Arme blindée et cavalerie:
- 1er régiment de chasseurs d'Afrique (1er RCA) de Canjuers
- 1er régiment de hussards parachutistes (1er RHP) de Tarbes
- 1er régiment de spahis (1er RS) de Valence
- 1er régiment de chasseurs (1er RCh) de Thierville
- 2e régiment de dragons – nucléaire, biologique et chimique (2e RD-NBC) de Fontevraud
- 2e régiment de hussards (2e RH) de Haguenau
- 3e régiment de hussards (3e RH) de Metz
- 4e régiment de chasseurs à cheval (4e RCh) de Gap
- 4e régiment de dragons (4e RD) d'Aubagne
- 12e régiment de cuirassiers (12e RC) d'Olivet
- 13e régiment de dragons parachutistes (13e RDP) de Souge,

auxquels vient s'ajouter le 501e RCC, la Légion étrangère alignant de son côté le 1er régiment étranger de cavalerie (1er REC) à Orange

### Les matériels
Pour répondre aux missions qui leur sont dévolues et qui exigent mobilité, rapidité et souplesse, les régiments de cavalerie de l'armée française moderne sont essentiellement équipés de véhicules de combats à roues, les chars de combat étant réservés à l'arme blindée, celle-ci comptant toutefois dans ses rangs les 1er régiment de chasseurs, 4e régiment de dragons et 12e régiment de cuirassiers dotés du Char AMX Leclerc.

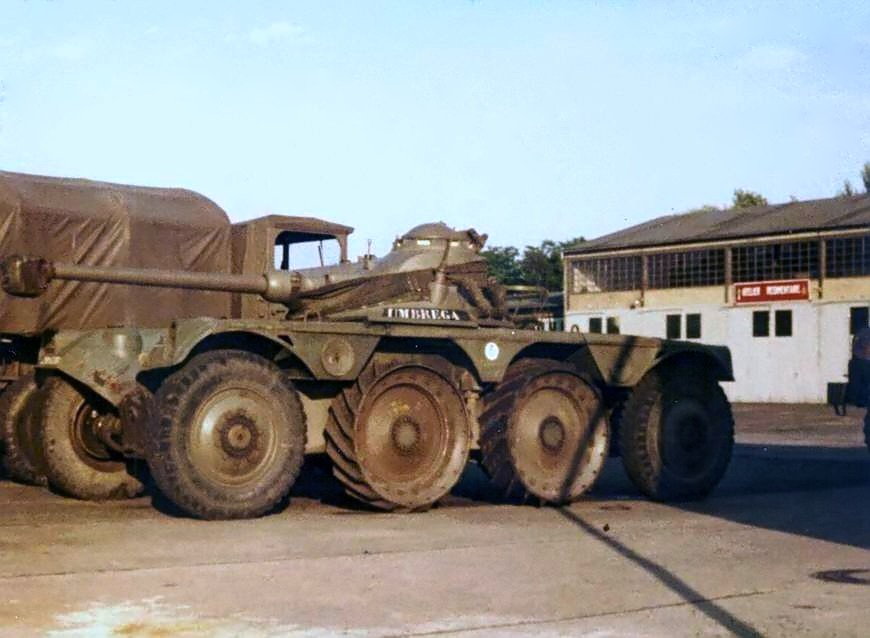
EBR en service en 1978 dans le 1er régiment de spahis, alors membre des forces françaises en Allemagne à Spire.
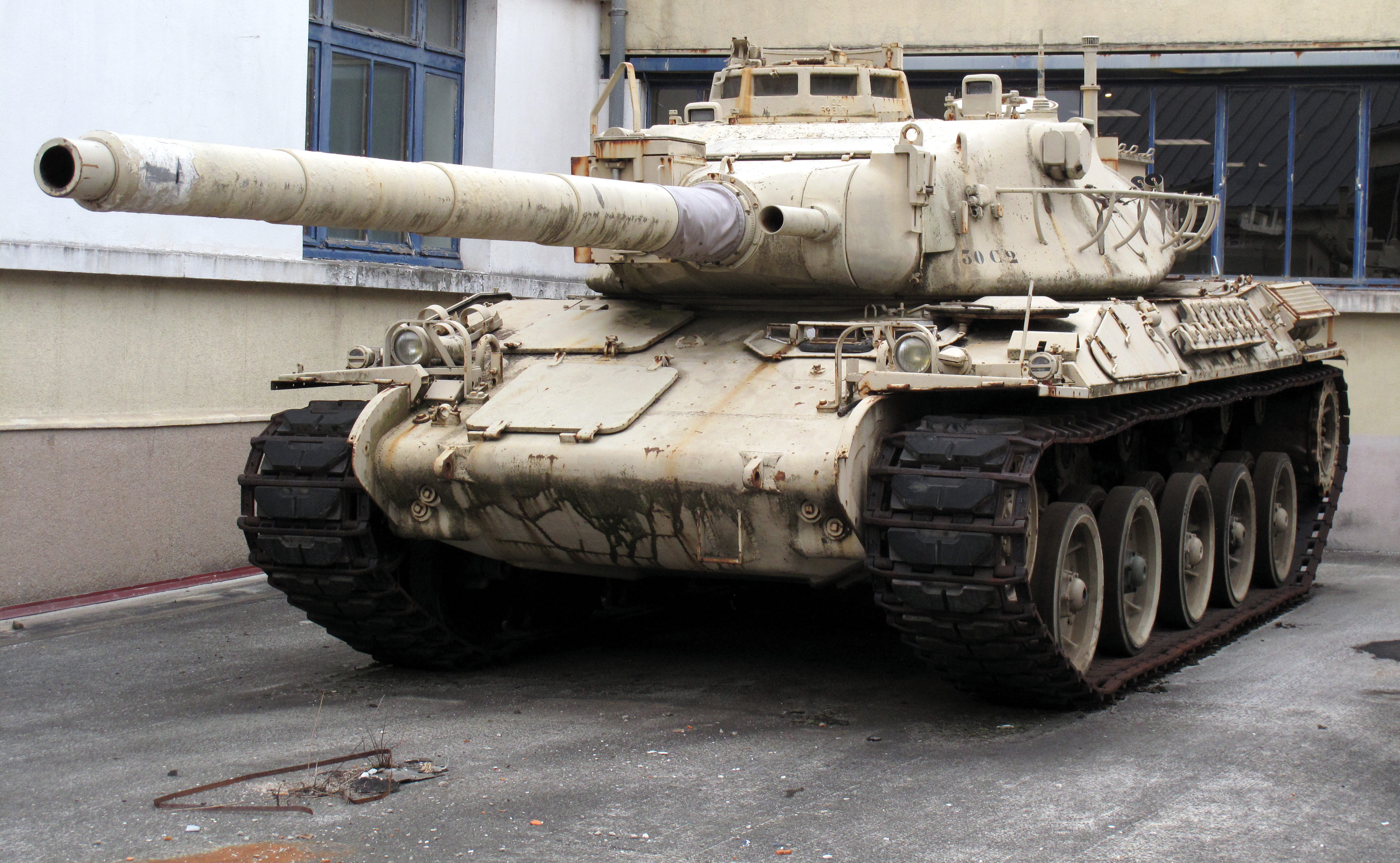
Le char de combat AMX-30, « monture » de l'ABC pendant la Guerre froide.
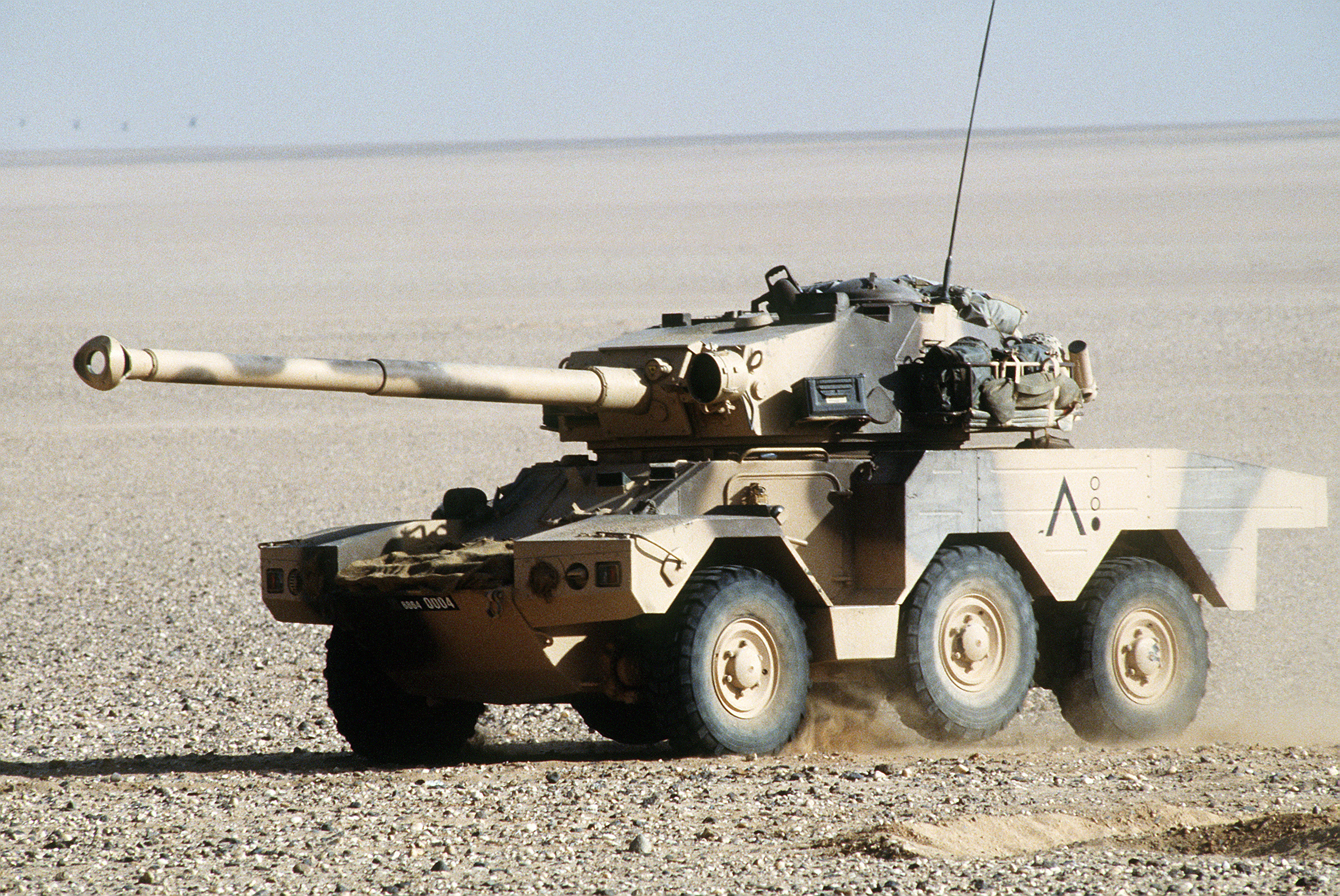
ERC-90 Sagaie pendant l'opération Daguet, durant la guerre du Golfe (1990-1991).
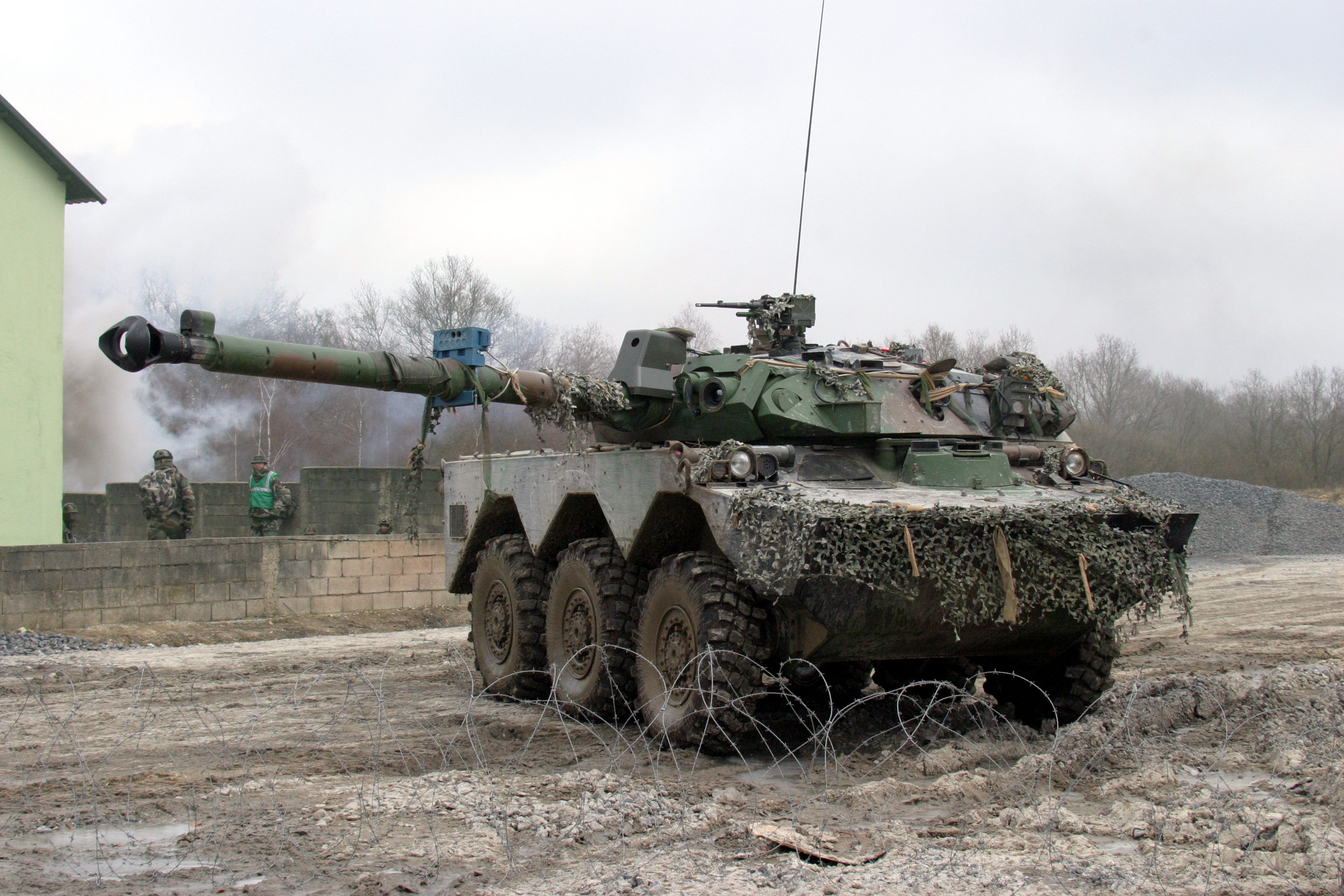
Un AMX-10 RC du 1er régiment de spahis.